# Château de Versailles

Logotype du château de Versailles.

Le château de Versailles est un château et un monument historique français situé à Versailles, dans les Yvelines. Il fut la résidence principale des rois de France Louis XIV, Louis XV et Louis XVI. Le roi, la cour et le gouvernement y résidèrent de façon permanente du 6 mai 1682 au 6 octobre 1789, à l'exception des années de la Régence de 1715 à 1723. Voulu par Louis XIV afin de glorifier la monarchie française, le château est le plus important monument de son règne et l'un des chefs-d'œuvre de l'architecture classique. Il exerça une grande influence en Europe aux XVIIIe et XIXe siècles dans le domaine de l'architecture et des arts décoratifs.
Le château est constitué d'un ensemble complexe de cours et de corps de bâtiments préservant une harmonie architecturale. Il s'étend sur 63 154 m2, répartis en 2 300 pièces dont 1 000 sont affectées au musée national des châteaux de Versailles et de Trianon.
Le parc du château de Versailles s'étend sur 815 ha, contre plus de 8 000 ha avant la Révolution française, dont 93 ha de jardins. Il comprend de nombreux éléments, dont le Petit et le Grand Trianon (qui fut la résidence de Napoléon Ier, Louis XVIII, Charles X, Louis-Philippe Ier, et Napoléon III), le hameau de la Reine, le Grand et le Petit Canal, une ménagerie (aujourd'hui détruite), une orangerie et la pièce d'eau des Suisses. Parmi les plus fréquentés d'Europe, le site est au cœur des réflexions sur la gestion du surtourisme.

## Localisation
Le château de Versailles est situé au nord-ouest du territoire de la commune de Versailles sur la place d'Armes, à 16 kilomètres au sud-ouest de Paris. On entend, par « château de Versailles », à la fois la construction palatiale et ses proches abords, ainsi que l'ensemble du domaine de Versailles, incluant alors — entre autres — les Trianons, le Grand Canal et le parc du château de Versailles.

## Histoire

### Ancien Régime

#### Aux origines du lieu
Avant le château, la première mention de Versailles remonte à 1038 dans une charte de l'abbaye Saint-Père de Chartres. En 1561, le domaine de Versailles et sa demeure seigneuriale sont vendus à Martial de Loménie, secrétaire des finances de Charles IX.
Albert de Gondi, comte de Retz, favori italien de la reine Catherine de Médicis, devient, contre 35 000 livres, propriétaire de la seigneurie de Versailles et de son château, consistant alors en une demeure seigneuriale située à l'emplacement de l'actuel hôtel des Affaires étrangères et de la Marine.
En 1589, un mois avant qu'il ne devienne roi de France, le roi de Navarre séjourne à Versailles. Revenant de Blois, il s'y arrête du 7 au 9 juillet et est reçu par Albert de Gondi ; il y retourne en 1604 et 1609. Dès 1607, le futur Louis XIII, alors âgé de six ans, fait sa première chasse à Versailles.
Au début du XVIIe siècle, les terres environnantes sont la propriété, d'une part, de la famille de Gondi et, d'autre part, du prieuré Saint-Julien de Versailles dont le prieur est Mathieu Mercerie. De 1622 à 1654, Jean-François de Gondi est archevêque de Paris dont dépend hiérarchiquement le prieuré Saint-Julien. Jean-François de Gondi, seigneur de Versailles, est donc propriétaire du domaine qui est acquis par le roi en 1623. « La terre et seigneurie de Versailles » sont, elles, vendues au roi le 8 avril 1632 par ce même Jean-François de Gondi,. Sur le terrain de l'actuel château de Versailles ne se trouve alors qu'un moulin à vent.

#### Louis XIII: les origines du château

##### Premier château
En 1623, Louis XIII, pris d'un besoin de retraite spirituelle, décide de faire construire un modeste pavillon de chasse en brique et pierre au sommet du plateau de Versailles, sur le chemin allant de Versailles à Trianon, en un lieu appelé le Val-de-Galie. Il fait acheter le 23 mars 1624 le moulin et la maison du meunier sis sur la butte entourée de marais,. On ignore le nom de l'architecte mais le maître maçon se nomme Nicolas Huaut. Comme le mentionne le marché publié par Jean Coural en 1959, le bâtiment consiste alors en un simple corps de logis de 35 mètres de long sur 5,80 mètres de large, s'élevant sur trois niveaux (trois étages : rez-de-chaussée, premier étage et galetas) à sept travées, auquel s'ajoutent deux ailes en retour, légèrement plus basses (deux étages) et également en sept travées, de 27,30 mètres de long sur 4,85 mètres de large. L'ensemble est entouré de fossés précédés d'une terrasse et d'un jardin de deux hectares dessiné par l'intendant des jardins du roi Jacques Boyceau. L'avant de la cour est fermé par un mur percé d'une porte cochère surmontée d'un tympan sculpté aux armes royales. Louis XIII participe personnellement à l'élaboration du plan de ce premier édifice et en prend possession le 9 mars 1624.
S'il constitue son rendez-vous de chasse favori, il ne forme pourtant qu'une construction rustique et purement utilitaire. La disposition bastionnée de terre et les fossés qui l'entourent rappellent encore certaines constructions féodales. Ses matériaux de médiocre qualité (moellon avec mortier de chaux et sable enduit d'un crépi, encadrement des fenêtres en fausses pierres de plâtre) rappellent quant à eux l'hôtel de Guénégaud.
Louis XIII achète à Jean de Soisy un terrain dont la famille de celui-ci est propriétaire depuis le XIVe siècle et y fait bâtir une nouvelle habitation. Dans sa petite demeure, il reçoit de temps à autre sa mère Marie de Médicis et son épouse Anne d'Autriche. Elles ne font qu'y passer sans jamais y coucher, le château de Louis XIII ne comportant pas d'appartement pour les femmes.
L'appartement du roi comprend une petite galerie où était accroché un tableau représentant le siège de La Rochelle, puis viennent quatre pièces dont les murs sont couverts de tapisseries. Le salon du roi occupe le centre de l'édifice, emplacement qui correspond aujourd'hui à celui du lit de Louis XIV.
Le 11 novembre 1630, le cardinal de Richelieu se rend secrètement à Versailles dans le but de regagner la confiance du roi en dépit des pressions exercées sur ce dernier par la reine mère et le parti dévot. Cet événement sera connu, plus tard, sous le nom de journée des Dupes et constitue pour le château le premier acte politique d'importance avant qu'il ne devienne une résidence d'État. Richelieu resta Premier ministre et la reine mère fut exilée.
Ce château est surnommé à cause de sa petite taille « le chétif château », ou « le chestif chasteau » en ancien français, par le maréchal de Bassompierre. Saint-Simon l'appelle aussi « le château de cartes », à cause de ses couleurs (les briques rouges, le toit d'ardoises noires et la pierre blanche) qui rappellent celles d'un jeu de cartes, ou « le méchant cabaret à rouliers » pour souligner ainsi la modestie de la construction de Louis XIII par rapport à celle de son fils. Un inventaire de 1630 fait en effet état, uniquement pour l'appartement du roi au premier étage, de quatre pièces tendues de tapisseries, d'une antichambre, d'une garde-robe, d'un bureau et d'une chambre.

##### Deuxième château

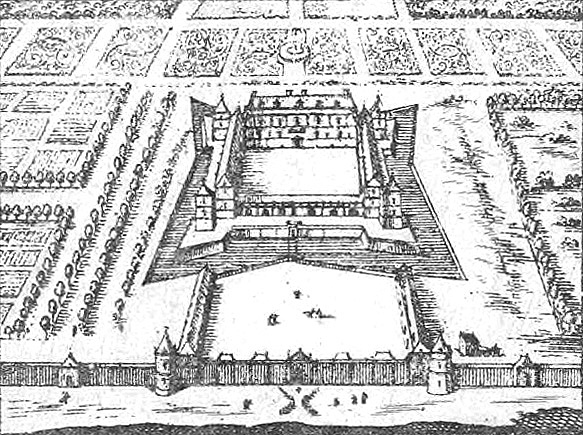
Vue du château vers 1630 - 1640, estampe de Jacques Gomboust.

Le 8 avril 1632, Louis XIII rachète le domaine de Versailles à Jean-François de Gondi, archevêque de Paris.
En mai 1631, débutent des travaux d'agrandissement qui sont dirigés par l'ingénieur-architecte Philibert Le Roy : à chaque angle sont ajoutés des petits pavillons en décroché, les ailes sont remaniées ; en 1634, le mur fermant la cour est remplacé par un portique en pierre à six arcades garnies de ferronneries. Le nouveau château reçoit sa première décoration florale ; les jardins sont agencés « à la française » par Boyceau et Menours, décorés d'arabesques et d'entrelacs. Les crépis sur moellons sont remplacés par des façades de briques et de pierres. Une terrasse servant de promenade, avec une balustrade décorée d'oves, est aménagée en 1639 devant la façade principale du château au-dessus du parterre qui est accessible par un escalier. Ce château correspond actuellement à la partie en U qui entoure la cour de marbre.
En 1643, sentant sa mort approcher, Louis XIII déclare : « Si Dieu me rend la santé, disait-il à son confesseur, le jésuite Jacques Dinet, j'arrêterai le cours du libertinage, j'abolirai les duels, je réprimerai l'injustice, je communierai tous les huit jours, et sitôt que je verrai mon dauphin en état de monter à cheval et en âge de majorité, je le mettrai en ma place et je me retirerai à Versailles avec quatre de vos Pères, pour m'entretenir avec eux des choses divines et pour ne plus penser de tout qu'aux affaires de mon âme et de mon salut ».
Le 14 mai, il meurt laissant le Royaume à son fils Louis XIV, âgé de quatre ans et trop jeune pour gouverner. Sous la régence d'Anne d'Autriche, Versailles cesse alors d'être une résidence royale pendant presque dix-huit ans.

### Louis XIV

#### Contexte: la régence d'Anne d'Autriche
À la mort de Louis XIII, le 14 mai 1643, son fils aîné, le jeune Louis XIV, n'est âgé que de quatre ans et huit mois. Selon un édit du défunt roi passé en avril, le gouvernement de la France est alors confié à sa veuve, Anne d'Autriche, assistée d'un conseil de régence comprenant le duc d'Orléans, lieutenant-général du Royaume, le cardinal Mazarin, le chancelier Séguier, les secrétaires d'État Bouthillier et son fils Chavigny. Mais la reine, qui ne souhaite pas gouverner avec ces créatures placées par Louis XIII et feu le cardinal de Richelieu, obtient du Parlement, le 15 mai 1643, l'administration du Royaume et l'éducation du jeune roi. Bien vite, cependant, la reine prend conscience de l'extrême difficulté à exercer seule le pouvoir. Elle fait donc appel au cardinal Mazarin en lui donnant, le 18 mai 1643, le poste de Premier ministre. Elle fait également de lui le tuteur de son fils. Le lendemain de la mort du roi, Louis et son jeune frère, le duc Philippe d'Anjou, ont quitté Saint-Germain-en-Laye pour s'installer à Paris, au Palais-Cardinal, rebaptisé Palais-Royal.

#### Un petit château pour un petit roi: 1641-1660

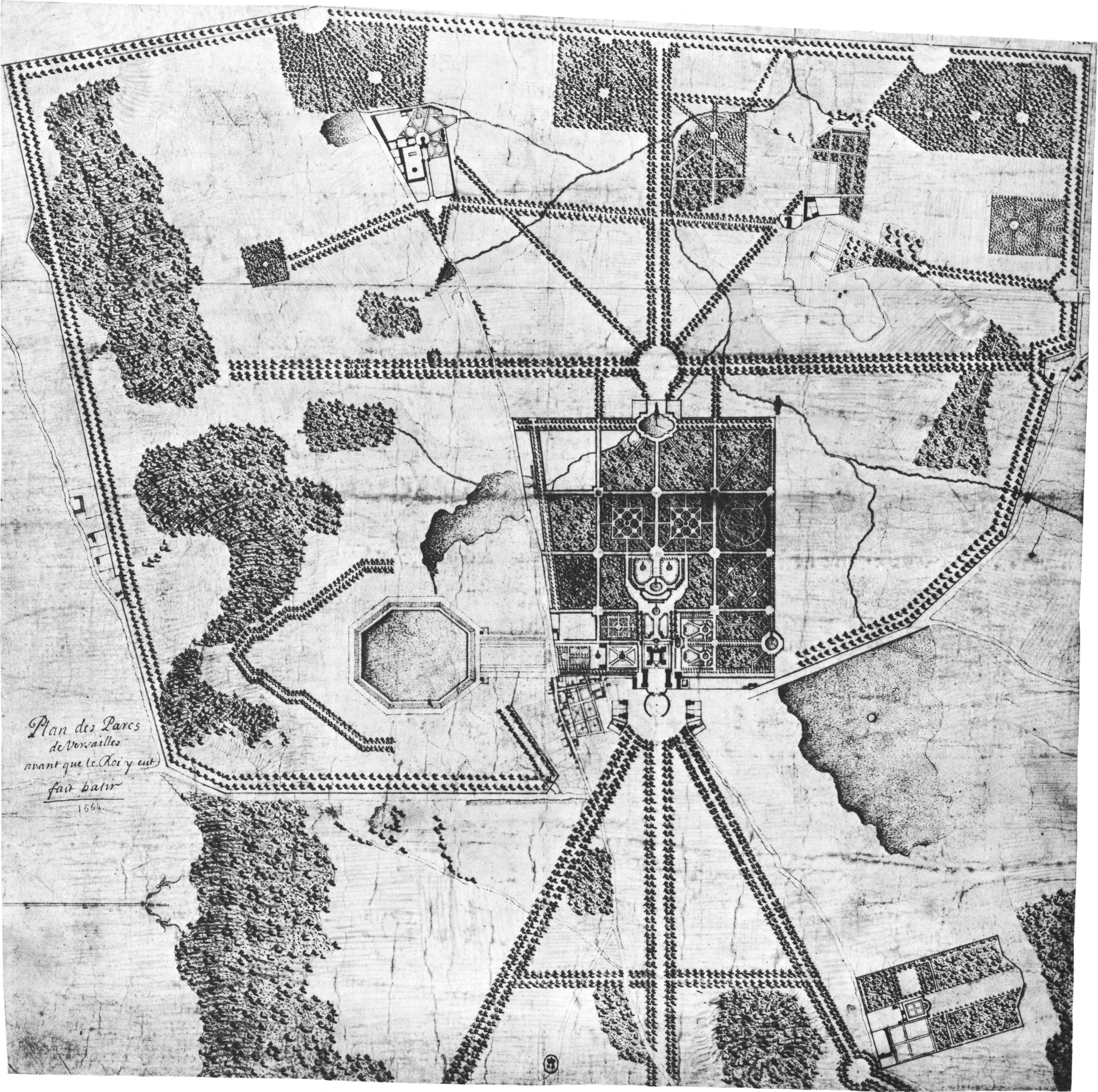
Plan du parc du château en 1664.

On sait que le futur Louis XIV était venu une première fois à Versailles en octobre 1641 avec son frère, pour échapper à une épidémie de petite vérole qui frappait Saint-Germain-en-Laye. Après la mort de Louis XIII, le petit pavillon de chasse de Versailles, avec son architecture de brique et pierre désuète, tombe dans un oubli relatif. Jusque-là supervisé par Claude de Saint-Simon, père du célèbre mémorialiste, le domaine royal est administré, sans grande conviction, à partir de 1645 par le président au Parlement de Paris, René de Longueil, qui prend la charge de capitaine des chasses et par Nicolas du Pont de Compiègne qui devient intendant. La terre de Versailles survit chichement avec 4 000 livres annuelles tirées du produit de ses fermes.
Le jeune Louis se rend à Versailles le 18 avril 1651, pour une partie de chasse, où il est reçu par le capitaine des chasses de Longueil. Il revient dîner sur les lieux les 15 et 28 juin. Les troubles causés à Paris par la Fronde des princes contraignent le roi et la régente à un séjour forcé de trois mois à Poitiers d'octobre 1651 à janvier 1652. Au terme d'un voyage de retour de plusieurs mois, Anne d'Autriche et son fils font étape à Versailles le 27 avril 1652 pour dîner avant de rejoindre Saint-Germain-en-Laye. Le 14 novembre, le roi accompagné de Monsieur, son frère, et d'une partie de la cour va « prendre le divertissement de la Chasse à Versailles ». Il y retourne pour la même occupation les 8 et 22 janvier 1653. Le 3 avril, le jeune Louis passe la nuit à Versailles et y retourne deux semaines plus tard pour chasser. Le 20 mai, il vient chasser le renard en compagnie du cardinal Mazarin et reste dormir sur place.
Du fait de ces visites régulières, on remplace, dans la charge de capitaine des chasses, le président de Longueil, peu impliqué dans la gestion du domaine, par Louis Lenormand, sieur de Beaumont, le 28 juin 1653. Mais l'intérêt du souverain pour Versailles ne se confirme pas. Le jeune monarque de 14 ans préfère aller chasser à Vincennes. En cinq années, il ne vient à Versailles que quatre fois, de la fin 1654 à l'automne 1660. Le domaine traverse alors une période de déshérence et d'irrégularités, marquée par les querelles violentes entre le colérique concierge du château, Henry de Bessay, sieur de Noiron (nommé en 1654), et le jardinier Guillaume Masson (nommé en 1652). En mars 1665, Noiron tire un coup de pistolet sur Masson et le menace de son épée. Le jardinier indélicat, quant à lui, exploite le parc à son profit en détournant du foin ou du bois, et en utilisant les terres comme pâturages pour ses bêtes ou celles de propriétaires des environs.
La situation ne s'améliore guère par la suite. Pour des raisons administratives, l'intendant Nicolas du Pont de Compiègne démissionne de sa charge. À sa place, on nomme, le 11 mars 1659, Louis Lenormand, sieur de Beaumont, qui cumule donc la charge d'intendant avec celle de capitaine des chasses dont il est titulaire depuis cinq ans. Mais M. de Beaumont se décharge des fonctions d'intendance, qui ne correspondent pas à son rang, sur son propre intendant, Denis Raimond, qui se révèle peu efficace. Le laisser-aller règne sur le domaine royal, encore aggravé par l'assassinat, en forêt de Saint-Germain-en-Laye, de M. de Beaumont, le 3 mai 1660.

#### Premiers modestes aménagements: 1660-1664

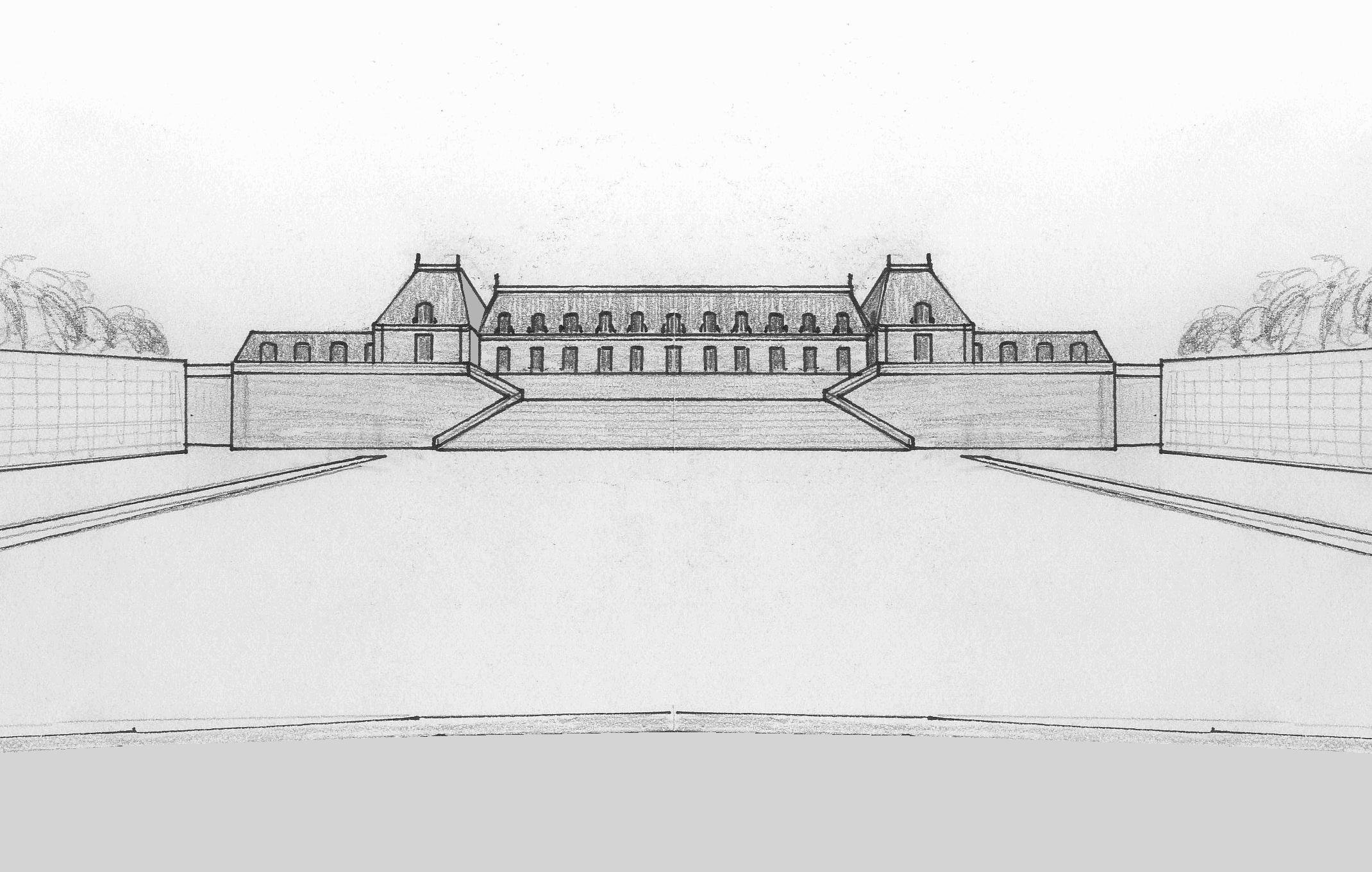
Jeu d'optique du château et de l'escalier de la première terrasse du côté des jardins, état vers 1663.

En septembre 1660, le roi amorce la reprise en main du domaine. Au lieu de donner un successeur à M. de Beaumont, il donne commission d'intendance à son proche serviteur, Jérôme Blouin, premier valet de chambre du roi, « ayant clefs des coffres de nostre chambre et couchant en icelle ». Ce dernier remet de l'ordre dans la gestion du domaine en congédiant, sur ordre du roi, le jardinier Hilaire II Masson, accusé de déprédations. Louis XIV demande également que l'inventaire du château soit vérifié. Et le concierge Henry de Bessay, sieur de Noiron, doit, sur ordre du roi du 11 octobre 1660, se retirer à Saint-Germain-en-Laye. Quatre mois après son mariage avec Marie-Thérèse d'Autriche, Louis XIV va « prendre le divertissement de la Chasse » avec son épouse à Versailles, le 25 octobre 1660. C'est à cette époque que l'intérêt du roi pour le domaine de son père se manifeste de façon explicite. Il envisage d'agrandir le jardin et de créer un nouveau parc d'une « étendue considérable ». Dès le mois de novembre, Blouin se met en quête de financements pour ces travaux à venir. À cet effet, il remet en vente le fermage de la seigneurie et parvient non sans difficulté à le faire accepter par le receveur-fermier alors en place, Denis Gourlier, pour la somme de 5 200 livres.
Le premier changement effectif à Versailles concerne le verger. Le roi souhaite en faire régulariser la forme et augmenter la surface. Il veut également le clore d'un mur. Il ordonne que les terrains nécessaires à cette opération soient mis à sa disposition au 31 décembre 1660. Entre l'automne 1660 et le début de 1661, les travaux d'arpentages sont menés. Le 9 mars 1661, alors que le cardinal Mazarin vient de mourir, Louis XIV annonce qu'il exercera le pouvoir directement, sans nommer un nouveau Premier ministre. Le lendemain, sa première décision officielle consiste en la nomination de Jean-Baptiste-Amador de Vignerot du Plessis, marquis de Richelieu, comme capitaine des chasses en remplacement de M. de Beaumont assassiné en 1660. Mais la gestion du domaine de Versailles, non mentionnée dans la capitainerie attribuée à Du Plessis, demeure sous le contrôle de Blouin.
Dans les premiers mois de 1661, le roi charge le peintre Charles Errard de remettre en état les appartements du château. Mais avec la naissance prochaine du dauphin et le mariage à venir de Monsieur, frère du roi, la famille royale va s'agrandir. Il faut donc procéder rapidement à un réaménagement de la distribution des pièces. Le rez-de-chaussée et l'étage sont divisés en appartements royaux ou princiers, desservis par deux nouveaux escaliers dans les ailes latérales. L'escalier de Louis XIII au centre du corps de logis est supprimé.
L'historiographie romantique veut que les architectes et jardiniers de Versailles Charles Le Brun, André Le Nôtre et Louis Le Vau se soient inspirés du château de Vaux-le-Vicomte, mais en fait Louis XIV n'a pas eu à capter tous ces talents au service de Nicolas Fouquet au profit de la monarchie puisqu'ils sont au service du roi depuis des années.

#### Première campagne: 1664-1668

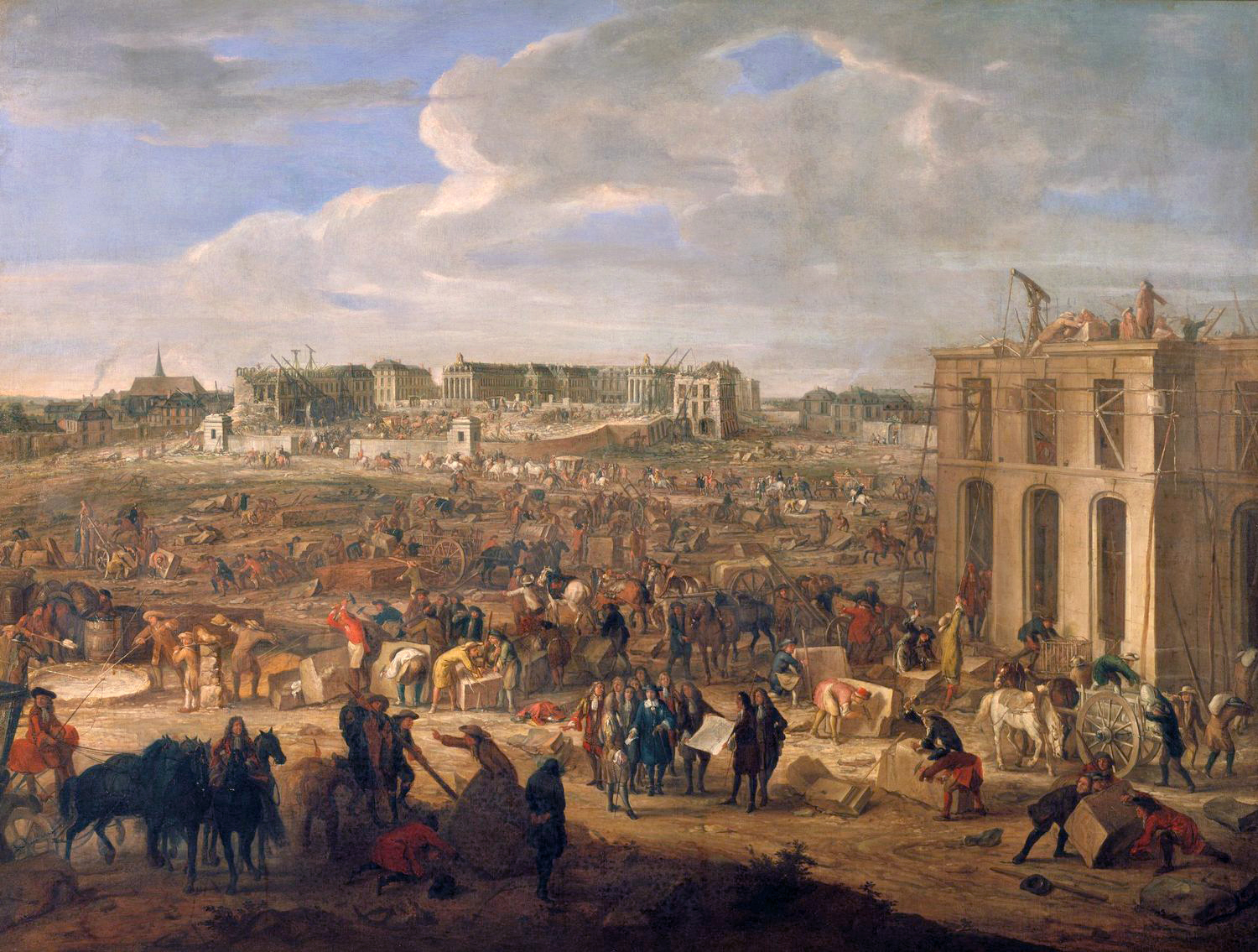
La construction du château de Versailles peint par Adam François van der Meulen, 1669.

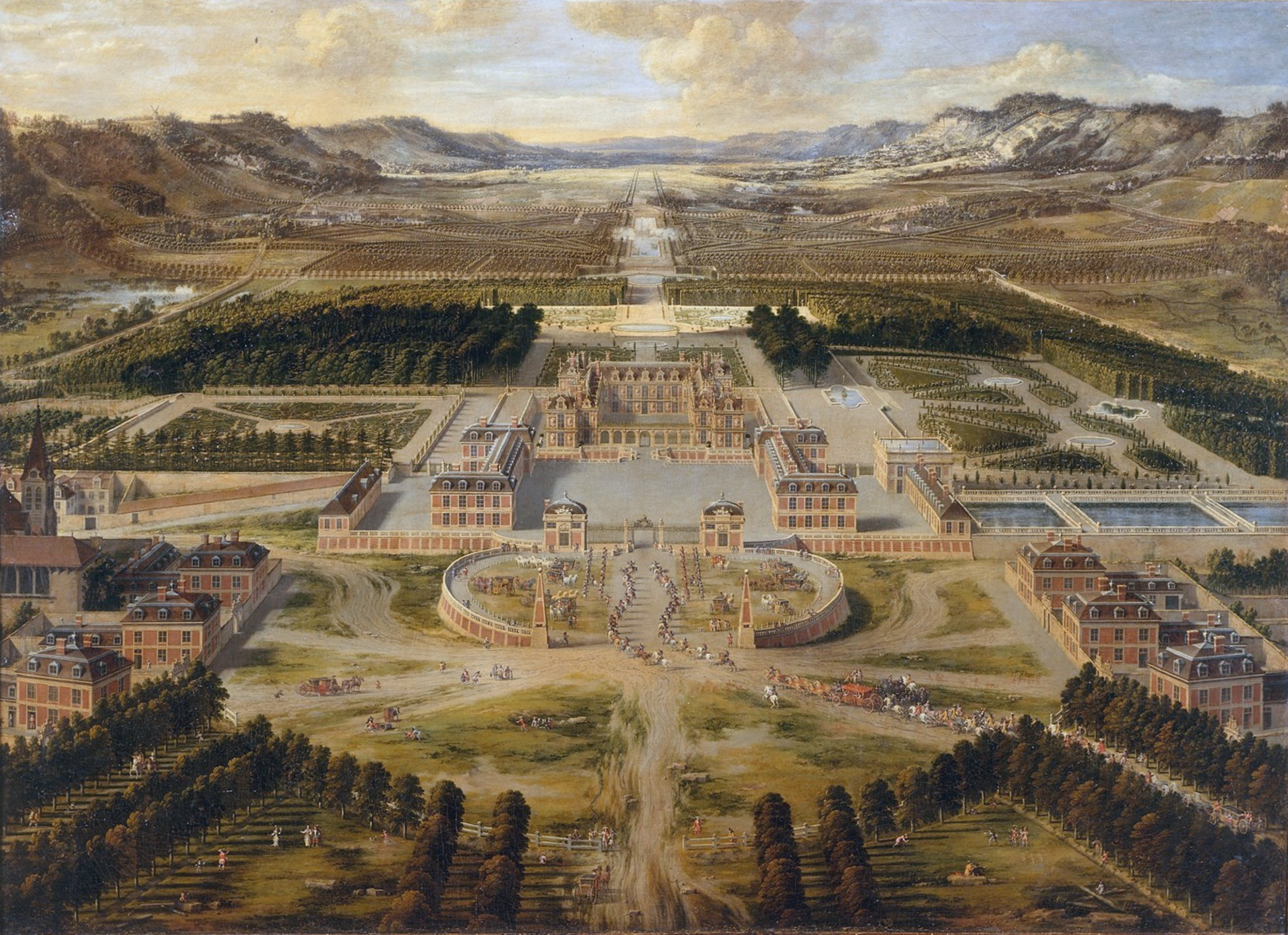
Vue du château et des jardins de Versailles, prise de l'avenue de Paris, 1668 peint par Pierre Patel, 1668.

Sans compter des modifications mineures effectuées à partir de 1661, auxquelles le roi ne consacra qu'une somme modeste d'un million et demi de livres, les phases de construction se déclenchèrent en 1664 avec la première campagne de construction. En dépit des résultats de la construction d'un des plus merveilleux palais d'Europe, les poursuites de Louis XIV déclenchèrent des critiques sournoises parmi ses courtisans. Il reste cependant des témoignages de ces secrètes oppositions ; le lieu parut surtout mal choisi, Saint-Simon le rapportant ainsi : Versailles, lieu ingrat, triste, sans vue, sans bois, sans eaux, sans terre, parce que tout est sable mouvant et marécage, sans air, par conséquent qui n'est pas bon.
À cette époque, Versailles n'était qu'une résidence d'agrément, où des fêtes étaient données dans les jardins, le Louvre demeurant officiellement le palais royal. Dans une lettre restée célèbre, Colbert se plaignit d'ailleurs que Louis XIV délaissât le Louvre :
« Pendant le temps qu'elle a dépensé de si grandes sommes en cette maison, elle a négligé le Louvre, qui est assurément le plus superbe palais qu'il y ait au monde et le plus digne de la grandeur de Nostre Majesté. Et Dieu veuille que tout d'occasions qui la peuvent nécessiter d'entrer dans quelque grande guerre, en luy ostant les moyens d'achever ce superbe bastiment, ne luy donnent pas longtemps le déplaisir d'en avoir perdu le temps et l'occasion ! ...

Ô quelle pitié, que le plus grand roy et le plus vertueux, de la véritable vertu qui fait les plus grands princes, fust mesuré à l'aune de Versailles ! »
Cette phase de construction résultait des exigences de logement pour les membres de la cour invités au divertissement nommé fête des Plaisirs de l'Île enchantée : pendant une semaine en mai 1664, Louis XIV présenta le divertissement — un prélude en allégorie de la guerre de Dévolution — comme hommage officiel à sa mère, Anne d'Autriche, et à sa femme, Marie-Thérèse d'Autriche ; mais en réalité, le roi offrit la fête à sa favorite, Louise de La Vallière. Au cours des fêtes de 1664 et 1668, les courtisans mesurèrent l'incommodité du petit château, car beaucoup ne trouvèrent pas de toit pour dormir. Le roi, désireux d'agrandir celui-ci, confia cette tâche à Le Vau qui présenta plusieurs projets. Le premier prévoyait la destruction du château primitif et son remplacement par un palais à l'italienne. Le deuxième projet proposait d'agrandir le château, côté jardin, par une enveloppe de pierre. Sur les conseils de Colbert, le roi opta pour la seconde solution.
À partir de 1664, Louis XIV fit aménager Versailles de façon à pouvoir y passer plusieurs jours avec son Conseil et membres de la Cour. Il décida de conserver le château initial bâti par Louis XIII, plus pour des raisons financières que sentimentales. Le Vau tripla la superficie du château, qui fut décoré avec beaucoup de luxe, en reprenant notamment le thème du soleil, omniprésent à Versailles. Le jardin de Versailles, particulièrement apprécié par Louis XIV, fut orné de sculptures de Girardon et de Le Hongre.
En 1665, les premières statues sont installées dans le jardin et la grotte de Téthys construite. La première orangerie, la ménagerie et la grotte de Téthys caractérisèrent la construction à cette époque. Deux ans plus tard commença le creusement du Grand Canal. Les oiseaux et mammifères de la ménagerie servirent de modèles entre 1669 et 1671, au flamand Pieter Boel, peintre du roi, pour les compositions intitulées les Douze mois, dans les dessins de Charles Le Brun pour la manufacture des Gobelins. Le Louvre conserve vingt de ces études.

#### Deuxième campagne: 1669-1672
La deuxième campagne de construction est inaugurée avec le traité d'Aix-la-Chapelle, qui met fin à la guerre de Dévolution. Ce traité est célébré par une fête, donnée le 18 juillet 1668. Connue sous le nom de « Grand Divertissement royal de Versailles », elle sera marquée par la création de George Dandin ou le Mari Confondu, pièce écrite par Molière, et des Fêtes de l’Amour et du Hasard, composées par Jean-Baptiste Lully. Comme lors de la fête de 1664, certains courtisans ne trouvent pas de toit pour dormir sur place, ce qui conforte le Louis XIV dans ses projets d'agrandissement du château. Le projet est finalement accepté et se caractérise par la mise en place d'une nouvelle enveloppe de pierre.

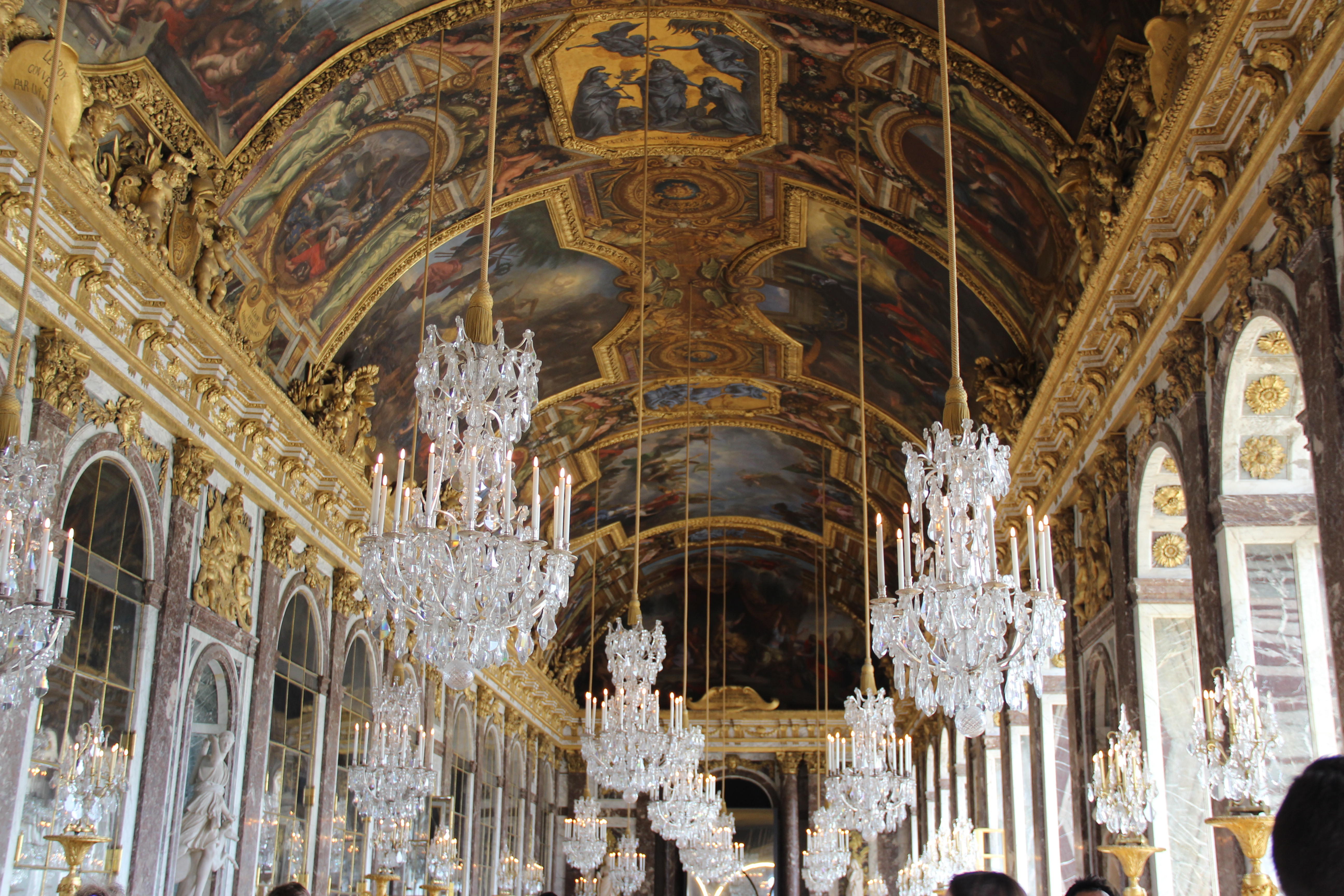
Vue de la galerie des Glaces édifiée par Jules-Hardouin Mansart, entre 1672 et 1684.

À cette époque, le château commence à prendre des aspects qu'on voit aujourd'hui. La modification la plus importante de cette période fut l'enveloppe du château de Louis XIII. L'enveloppe « connue également comme le château neuf afin de se distinguer du vieux château de Louis XIII » environna celui-ci au nord, à l'ouest et au sud. Le château neuf fournit de nouveaux logements pour le roi, la reine et les membres de la famille royale. Le premier étage fut complètement consacré à deux appartements : le grand appartement de la reine (côté sud) et le grand appartement du roi (côté nord). Au rez-de-chaussée du corps central, deux appartements sont aménagés : l'appartement des Bains (côté nord) et un appartement pour le frère et belle-sœur du roi, le duc et la duchesse d'Orléans. À l'ouest, une terrasse s'édifie sur les jardins. Celle-ci fut supprimée quelques années plus tard pour faciliter le passage entre les appartements du roi et de la reine. À son emplacement fut construite la galerie des Glaces. Au deuxième étage, des appartements furent aménagés pour d'autres membres de la famille royale et des membres choisis de la cour. À la mort de Louis Le Vau, le 11 octobre 1670, Colbert confia les travaux architecturaux à François II d'Orbay.
Le rez-de-chaussée, constitué par un soubassement souligné par les lignes horizontales des refends, s'éclaire par des fenêtres cintrées sur les parterres. Les clés d'arc sont décorées par des mascarons, représentant les différents âges de la vie. Le deuxième niveau, correspondant à l'étage noble, est pourvu de colonnes ioniques, de niches et de hautes fenêtres rectangulaires (cintrées par Jules-Hardouin Mansart en 1679) reliées par une balustrade avec des balustres en forme de poire. Cet étage reçoit un décor sculpté : des statues placées dans les niches et bas-reliefs rectangulaires surmontant les fenêtres (ils disparaîtront en 1679). Le troisième niveau d'élévation est appelé « étage attique », donc le couronnement d'une élévation, sous forme d'un demi-étage carré. Il reçoit une décoration d'ordre corinthien et est surmonté d'une balustrade sur laquelle reposaient des trophées et des pots à feu. Le toit est plat, Saint-Simon disait d'ailleurs que Versailles ressemblait, côté jardin, à un château qui aurait brûlé.

#### Troisième campagne: 1678-1684

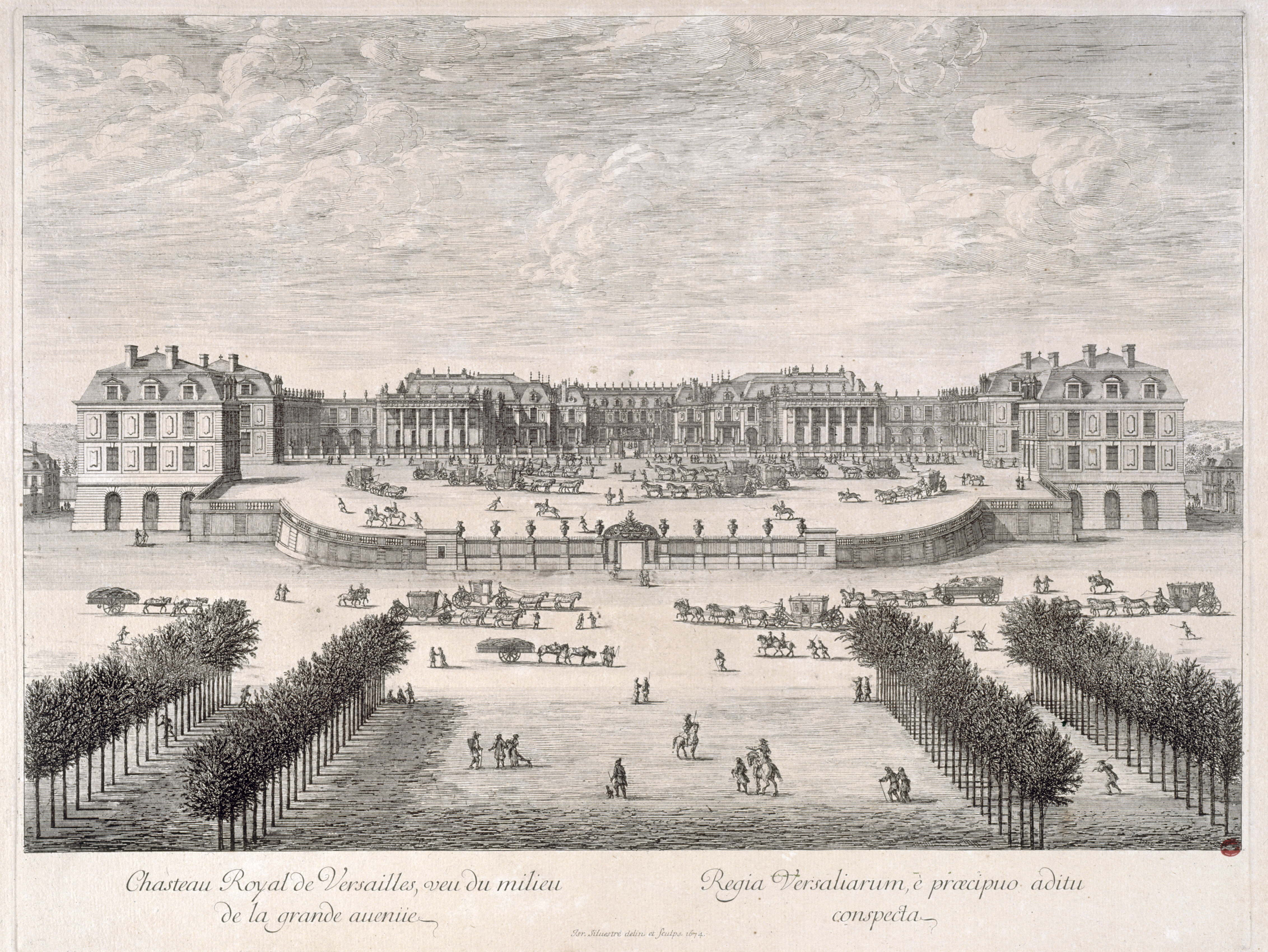
Vers 1674.

Avec les traités de Nimègue, qui mettent fin à la guerre de Hollande, se déclenche la troisième campagne de construction à Versailles. Sous la direction de Jules Hardouin-Mansart, le château prend les aspects ce que nous lui connaissons aujourd'hui. La galerie des Glaces, avec ses salons jumeaux (salon de la Guerre, salon de la Paix), l'aile du Nord et l'aile du Midi et les travaux herculéens du jardin furent les caractéristiques de marque de cette ère du règne du Roi-Soleil. À cette époque, Charles Le Brun achève le décor du grand appartement du roi. Les eaux marécageuses répandaient un « mauvais air » responsable d'épidémies de paludisme mortel chez les ouvriers du chantier et de fièvres tierces parmi les courtisans, ces derniers étant parfois soignés par de la poudre de l'écorce de quinquina, un médicament ramené du Pérou par les jésuites. Le comblement des marais et les efforts d'équipement et de salubrité dans les années 1680 permirent la régression des maladies.
En 1678, la façade sur les jardins est remaniée. Deux cuves allongées, en marbre blanc enrichi de bronzes dorés, sont ajoutées dans l'appartement des Bains. Débutent les travaux de la pièce d'eau des Suisses et du bassin de Neptune ainsi que les terrassements nécessaires au doublement du parterre du Midi et à la construction de l'orangerie. En 1679, la galerie des Glaces et les salons de la Guerre et de la Paix remplacent la terrasse et les cabinets du Roi et de la Reine. Le corps central, du côté de la cour de Marbre, est surmonté d'un étage. Une horloge encadrée de statues de Mars par Gaspard et Balthazar Marsy et d'Hercule par François Girardon orne la nouvelle façade. François II d'Orbay commence la construction d'un second escalier destiné à faire pendant à l'escalier des Ambassadeurs : l'escalier de la Reine. Dès l'achèvement des ailes des Ministres, on entreprit la construction de la Grande Écurie et de la Petite Écurie. Les travaux se poursuivirent dans les jardins qui s'enrichissaient de statues et de nouveaux bosquets. En 1681, la machine de Marly commence à pomper l'eau de la Seine. L'excavation du Grand Canal et de la pièce d'eau des Suisses est réalisée. Une multiplication de bosquets ainsi que de fontaines s'effectue dans le jardin.
Dès lors que Louis XIV décida d'installer la cour et le pouvoir central à Versailles, en 1682, le château rassemble des milliers de personnes : la famille royale et ses officiers commensaux (ceux qui la servaient), les courtisans et leurs propres domestiques, les ministres et leurs multiples commis, mais aussi tout un personnel de serviteurs, d'ouvriers, de marchands. Ces « gens du château », comme on les nommait, permettent la bonne marche quotidienne de la « mécanique » versaillaise et de l'État.

#### Quatrième campagne: 1699-1710

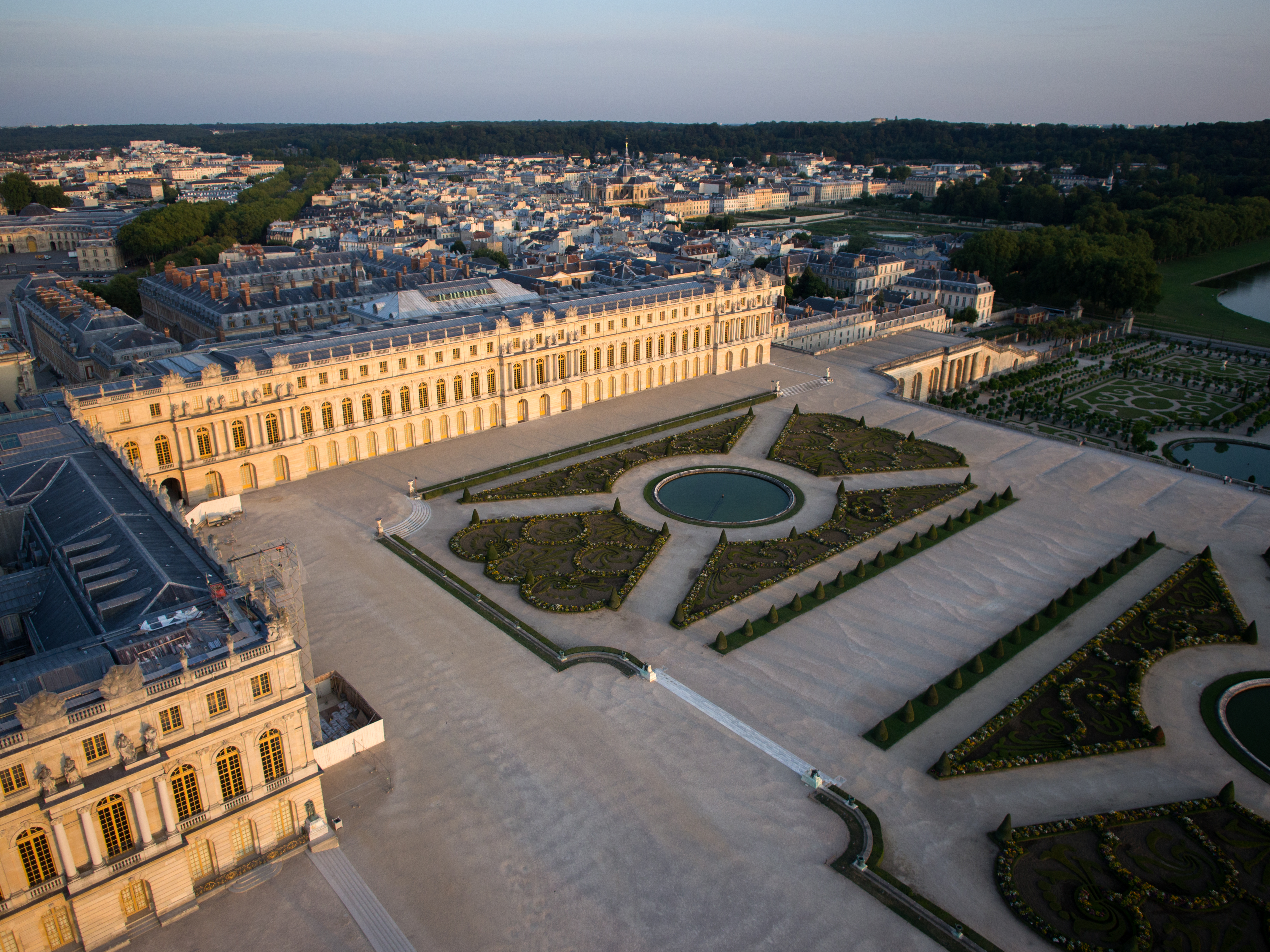
Vue de l'aile du Midi édifiée par Jules Hardouin-Mansart, entre 1679 et 1681.

Peu après la défaite de la guerre de la Ligue d'Augsbourg, et vraisemblablement aussi par l'influence de la pieuse Madame de Maintenon, Louis XIV se charge d'entamer sa dernière campagne de construction à Versailles. La quatrième campagne de construction (1699-1710) fut caractérisée par l'élévation de la dernière chapelle (la chapelle actuelle du château). Cette dernière fut dessinée par Jules Hardouin-Mansart et, après sa mort, achevée par Robert de Cotte en 1710. De même, l'agrandissement de l'appartement du roi fut entrepris à cette époque avec l'achèvement du salon de l'Œil-de-bœuf et la chambre du Roi. Avec le parachèvement de la chapelle, virtuellement toutes les constructions du Roi-Soleil touchèrent à sa fin. Les constructions versaillaises ne se poursuivront que lors du règne de Louis XV.
Les travaux importants se déroulèrent en période de paix. Inversement, en période de guerre, les travaux et dépenses connurent un net ralentissement. Une idée fausse répandue par l'historiographie de la Troisième République veut que le chantier de Versailles ait ruiné le pays. L'historien François Bluche a pu évaluer la charge des chantiers de Versailles en se basant sur les archives comptables des bâtiments du roi, et les estime à 80 millions de livres, soit moins de 3 % annuels dans les dépenses de l'État (en prenant en compte les principales charges réparties entre 1664 et 1715). C'est l'hydraulique du parc du château de Versailles qui représenta la dépense la plus importante du chantier, le Roi-Soleil se voulant être le maître des eaux : sur 65 millions de livres que coûtèrent l'ensemble des travaux du château avant 1690, 25 furent affectés aux eaux de Versailles, soit près de 40 %. Dans une note datant de la fin du règne de Louis XIV, Jacques Gabriel, premier architecte du Roi, recense que le château (hors dépendances en ville) dispose des appartements du roi et de la reine, de 20 appartements princiers et de 189 appartements à la destination des courtisans.

#### Réception de l'ambassade de Perse: 1715
Louis XIV organise l'année de sa mort sa dernière cérémonie à Versailles lors d'une audience extraordinaire accordée le 19 février 1715 dans la galerie des Glaces à Mehmet Rıza Beğ, l'ambassadeur de Soltan Hossein, chah de Perse. Il est accompagné de l'Arménien Hagopdjan de Deritchan. C'est aussi la première manifestation d'envergure à laquelle assiste le futur Louis XV. Le 13 août suivant, une seconde audience est accordée à l'ambassade qui débouche cette fois sur la signature du traité de commerce et d'amitié entre la France et la Perse. Celui-ci prévoit notamment l'établissement d'un consulat de Perse à Marseille, principal port de commerce avec l'Orient dont les Arméniens détenaient le monopole. Hagopdjan de Deritchan est ainsi choisi pour le rôle de premier consul dans le but de faciliter leurs activités et faire reconnaître le protectorat dont ils bénéficient. Cet événement révèle le contexte historique dans lequel Montesquieu écrit ses Lettres persanes qu'il fait éditer en 1721 à Amsterdam sous le pseudonyme de Pierre Marteau alors que la ville comptait de nombreux marchands arméniens et perses.

### Louis XV

#### Versailles sous la Régence
Louis XV naît à Versailles le 15 février 1710. Les 3 et 4 septembre 1715, après la mort de Louis XIV, il accomplit ses premiers actes de roi lors de la messe célébrée pour lui à la chapelle de Versailles. Mais il n'est encore qu'un enfant. Son tuteur Philippe d'Orléans (dit le Régent, cousin au 2e degré de Louis XV) quitte Versailles le 9 septembre et s'installe dans sa résidence parisienne du Palais-Royal et la Cour aux Tuileries. Durant cette Régence, le duc de Noailles propose de raser le château.
En 1717, Pierre le Grand, tsar de Russie, visite Versailles et réside au Grand Trianon.

#### Retour de la Cour à Versailles
En 1722, âgé de 12 ans, Louis XV est fiancé à Marie-Anne-Victoire d'Espagne et la cour se réinstalle à Versailles dans les appartements de Louis XIV, après sept années passées à Vincennes puis aux Tuileries. Ce retour a lieu au moment de la puberté du roi. Selon certaines rumeurs, le Régent aurait voulu éloigner le jeune monarque de l'opinion parisienne. D'autres ont véhiculé l'idée que le cardinal aurait eu l'initiative du départ, pour ôter Louis XV de l'influence de l'entourage de Philippe d'Orléans. Il semble, d'après Bernard Hours, que le roi ait adhéré au projet. Hours se focalise sur des témoignages qui tendent à montrer son attachement au château de Versailles, tels ceux du maréchal de Villeroi. Ce retour symboliserait la prise de possession de l'héritage de son aïeul.
L'avocat Barbier raconte qu'en arrivant à Versailles le jeune Louis XV âgé de douze ans se serait couché sur le parquet de la Galerie des Glaces pour admirer les peintures de la voûte, et les courtisans l'auraient alors imité.
L'absence de la Cour durant six années a engendré une dégradation importante des lieux. Un fonds spécial de 500 000 livres est affecté aux « réparations extraordinaires » entre les mois d'avril et juillet 1722.

#### Premiers aménagements de Louis XV
Trois projets de Louis XV furent menés à leur terme : l'achèvement du grand appartement avec l'aménagement du salon d'Hercule, le bassin de Neptune et l'ajout au château d'un opéra royal.
C'est dans le domaine des arts que Louis XV rencontra le moins d'entraves à son action, il fut particulièrement moderne et novateur. Bien que peu attiré par la musique et la peinture, il voua le plus vif intérêt pour l'architecture. Le marquis d'Argenson, rapportant l'opinion de Madame de Pompadour, écrivait d'ailleurs dans son journal que : « La marquise et ses amis disent qu'on ne peut amuser le Roi absolument que de dessins d'architecture, que Sa Majesté ne respire qu'avec des plans et des dessins sur la table. ». Passion héréditaire et personnelle, il eut pour précepte François Chavallier, proche de Vauban. Il n'est donc guère étonnant que Louis XV décida d'accommoder le château à ses propres goûts.
La construction, l'ameublement et l'entretien des résidences royales étaient dévolus à deux services : les Bâtiments et le Garde-meuble. Au sein du premier service, la deuxième personne la plus importante après le directeur général était le premier architecte. En 1708, au décès de Mansart, ce poste fut dévolu à son beau-frère et disciple, Robert de Cotte. Ce dernier, épuisé et presque aveugle, meurt en 1734, sans s'être vu confier d'importants chantiers, tout à l'inverse de ses successeurs, les Gabriel père et fils. Le premier fut assisté du second, tant et si bien qu'il est difficile de distinguer la part de chacun dans nombre de projets.
Dès le retour du roi en 1722, les appartements du Roi furent complètement modifiés. Le premier étage constitua l'appartement intérieur du Roi, conservant ses fonctions cérémoniales. Au second étage, en revanche, Louis XV fit aménager ses petits appartements et petits cabinets, d'usage privé. Cette même année il se fit installer un cabinet de tour, dans une mansarde et toujours au deuxième étage, donnant sur la cour de marbre. Le premier commissaire de police de la ville de Versailles Pierre Narbonne réalise un recensement de la cour de Versailles en 1722 : 4 000 personnes logées dans l'enceinte même du château et environ 2 700 personnes dans les dépendances (essentiellement le personnel appelé à l'époque les « utilités »), sans compter les 1 434 hommes de la garde simple du roi pour lesquels aucun logement n'est noté.
En 1723, un cabinet des bains fut aménagé. Les façades d'une des cours intérieures reçurent des têtes de cerfs, ce qui lui donna l'appellation de cour des Cerfs. Il est possible de voir dans cette initiative du Roi son goût prononcé pour la chasse.
La nouvelle administration des Bâtiments, à la tête de laquelle se trouvait depuis 1708 le duc d'Antin, entame la décoration de la grande salle (salon d'Hercule) sous la responsabilité de Robert de Cotte qui dirige les travaux suivant les projets élaborés dans les dernières années du règne de Louis XIV. Ce salon achève le grand appartement de Le Brun et l'esprit de grandeur rejoint celui du siècle précédent.
En 1729, débutent des travaux de renouvellement du décor de la chambre de la Reine. Robert de Cotte fournit les dessins des nouvelles boiseries. Les travaux sont achevés par Gabriel père et fils en 1735. C'est également en 1729 que reprennent les travaux dans le salon d'Hercule.

#### 1729-1736: le salon d'Hercule

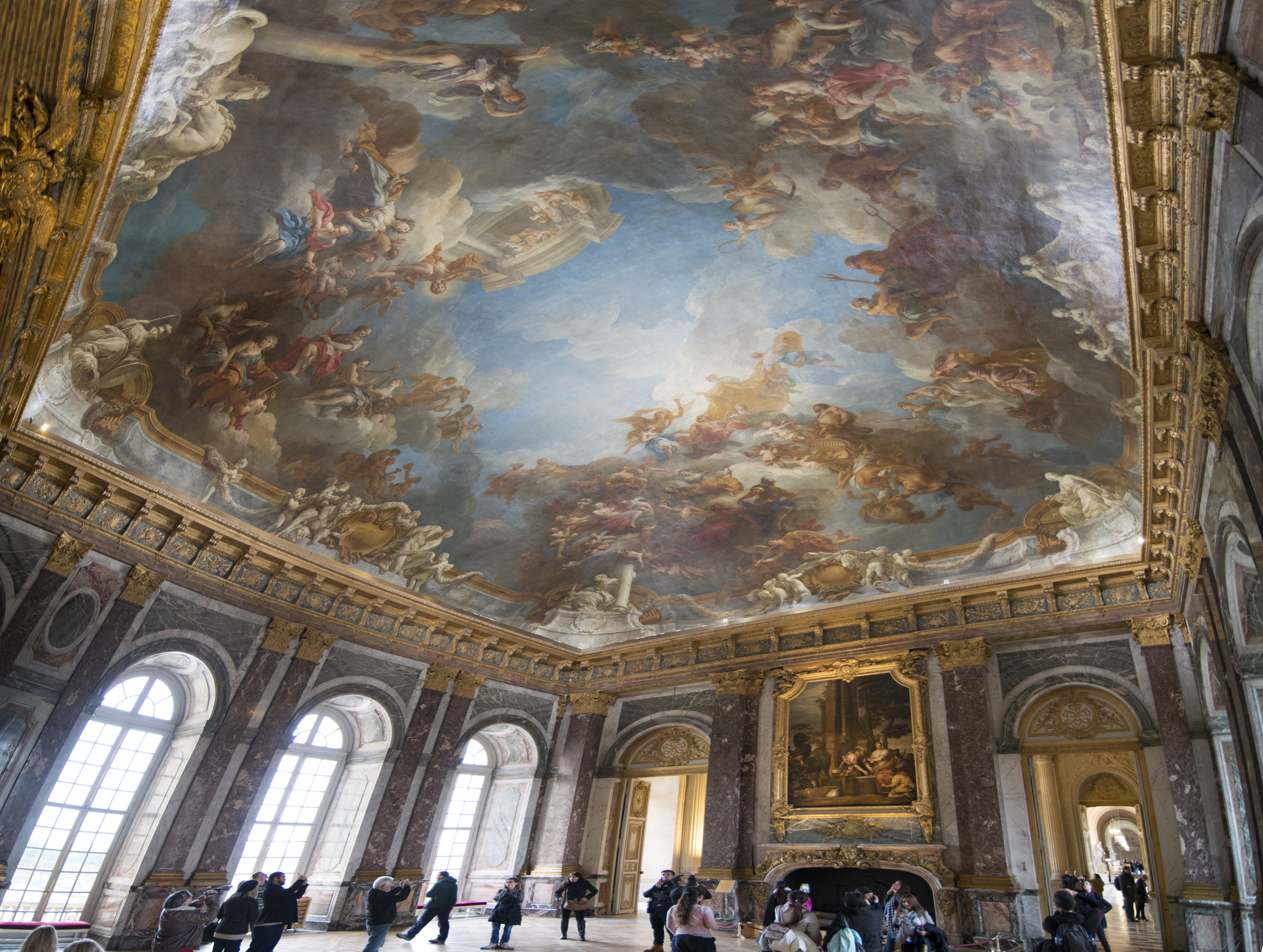
L'Apothéose d'Hercule dans le salon d'Hercule par François Lemoyne, 1736.

La décoration de ce nouveau salon débute, dès 1712. Il se trouve à l'emplacement de l'ancienne chapelle, détruite en 1710. Le chantier est placé sous la direction de Robert de Cotte, le décorateur de la nouvelle chapelle royale. Cependant, la mort du roi Louis XIV en 1715 interrompt le chantier. Les parois sont recouvertes de marbres choisis par Louis XIV de son vivant et décorées par deux œuvres de Véronèse. Le salon d'Hercule relie les appartements du Roi au vestibule de la chapelle. Plus tard, Gabriel envisage de remplacer l'escalier des Ambassadeurs par un nouvel escalier qui déboucherait dans cette salle. Celui-ci ne reprend qu'après le retour de Louis XV au château, en 1729. La nouveauté réside dans le plafond compartimenté d'aucun cadre sculpté. François Lemoyne saisit l'occasion de rivaliser avec Véronèse en peignant L'Apothéose d'Hercule entre 1733 et 1736 par François Lemoyne. Sur le mur du fond est exposée une immense toile de Véronèse offerte par la république de Venise au roi Louis XIV en 1664, Le Repas chez Simon. L'aménagement de la pièce fut terminé en 1736. Mais l'inauguration n'eut lieu que le 26 janvier 1739, par un « bal paré » donné à l'occasion du mariage de la fille aînée de Louis XV avec l'Infant d'Espagne. Le salon d'Hercule servit de cadre à d'exceptionnels « grands couverts » (en 1769 pour le mariage du duc de Chartres, ou en 1782 pour la naissance du Dauphin) et à des audiences extraordinaires comme celle de l'ambassade du sultan du Mysore Tipou Sahib en août 1788.

#### Versailles au temps des guerres de Louis XV
En 1737, Louis XV transforme le premier étage du corps central le long de la cour de Marbre, côté nord, en appartement privé destiné à l'habitation et au travail. Il fait renouveler les soieries des appartements du Roi et de la Reine. L'objectif était également de soutenir les manufactures de Lyon. Cette année-là voit également la construction d'un chenil pour les meutes de Louis XV.
En 1738 à 1760, les pièces de l'appartement de collectionneurs de Louis XIV sont constamment remaniées. Les travaux commencent en 1738 par la création de la chambre à coucher privée du Roi, et se stabilisent vers 1760.
En 1741, Philibert Orry, qui avait remplacé le duc d'Antin, fait procéder à l'achèvement du Bassin de Neptune.
En 1742, Louis XV y accorde audience à Saïd Méhemet Pacha, ambassadeur extraordinaire du Grand Seigneur, sultan de l'Empire ottoman. Un traité d'alliance militaire contre l'Autriche est conclu avec l'Empire ottoman dans la guerre de Succession d'Autriche. Il promet un soutien qui devait s'ajouter à ceux de la Prusse et de l'Empire russe, mais qui n'aura finalement pas lieu. Louis XV subira de plus un revers d'alliance de la part de la Russie. Versailles n'avait pas reçu d'ambassade depuis 1715.
En 1745, à la tête de l'Administration des Bâtiments du Roi, Charles François Paul Le Normant de Tournehem succède à Philibert Orry, grâce à l'influence de sa pupille — peut-être même sa fille naturelle — Madame de Pompadour.
Le 25 février 1745 se déroule le bal des Ifs.
En 1750, Louis XV introduit un nouveau type de pièces dans les appartements royaux : la salle à manger des retours de chasse. Il connaît une série d'histoires sentimentales de courte durée dans le parc aux cerfs.
En 1751, Tournehem meurt et est remplacé par le marquis de Marigny, frère de Madame de Pompadour. Sous ses directives vont se révéler l'architecte Ange-Jacques Gabriel, et deux sculpteurs de boiseries, Verbeckt et Rousseau. C'est l'appartement de Marie Leczinska qui fournit à Gabriel et à Verbeckt l'occasion de travailler ensemble.
En 1752, l'escalier des Ambassadeurs, la Petite Galerie et le cabinet des Médailles disparaissent. Ces témoins glorieux du règne de Louis XIV sont détruits pour la création d'un appartement destiné à l'aînée des Filles de France : Madame Adélaïde. La dernière vente de mobilier de Louis XIV a lieu après celle de 1741 et de 1751.
En 1755, la seconde transformation consiste à réunir l'ancien cabinet du Roi (ou du Conseil) avec le cabinet des Thermes (ou des Perruques) pour former le grand salon du Conseil. Jules Antoine Rousseau sculpte les boiseries dorées. Gabriel réutilise une partie des anciens panneaux pour décorer les murs. Au second étage se développent les cabinets intérieurs du roi. Dans cette partie du château, aucune dorure ne colore les boiseries. Des couleurs vives et variées égayent les statues, peintes selon les techniques élaborées par Martin, l'inventeur du fameux « vernis Martin ». L'élément essentiel de cet appartement est une petite galerie éclairée sur la cour de Marbre. Des tableaux de Boucher, Carle van Loo, Lancret, Pater et Parrocel sont accrochés sur les boiseries colorées.
Versailles demeure un haut lieu de la diplomatie française, quand le 1er mai 1756, un traité d'alliance est signé à Versailles avec l'Autriche, il met fin à 250 ans de conflits avec les Habsbourg et opère en Europe un véritable renversement des alliances, qui fut défavorable à la France puisqu'elle perdit ses colonies d'Amérique à la suite de la Guerre de Sept Ans qui s'acheva en 1763.
Le 5 janvier 1757, un attentat est commis par Damiens contre le Roi dans la cour de Marbre.

#### L'œuvre de Gabriel à Versailles
Pendant toute sa carrière, Ange-Jacques Gabriel, nommé Premier architecte du roi en 1742, doit faire face à des problèmes de logement. En effet, la reine met au monde huit princesses :
- Marie-Louise de France et Madame Thérèse, qui meurent très jeunes.
- Madame Henriette, qui est emportée par la maladie en 1752.
- Madame Élisabeth, qui devient duchesse-infante de Parme.
- Madame Louise, qui prend le voile et se retire au carmel de Saint-Denis.
- Mesdames Adélaïde, Victoire et Sophie, qui y vivent pour deux d'entre elles jusqu'à la Révolution française.

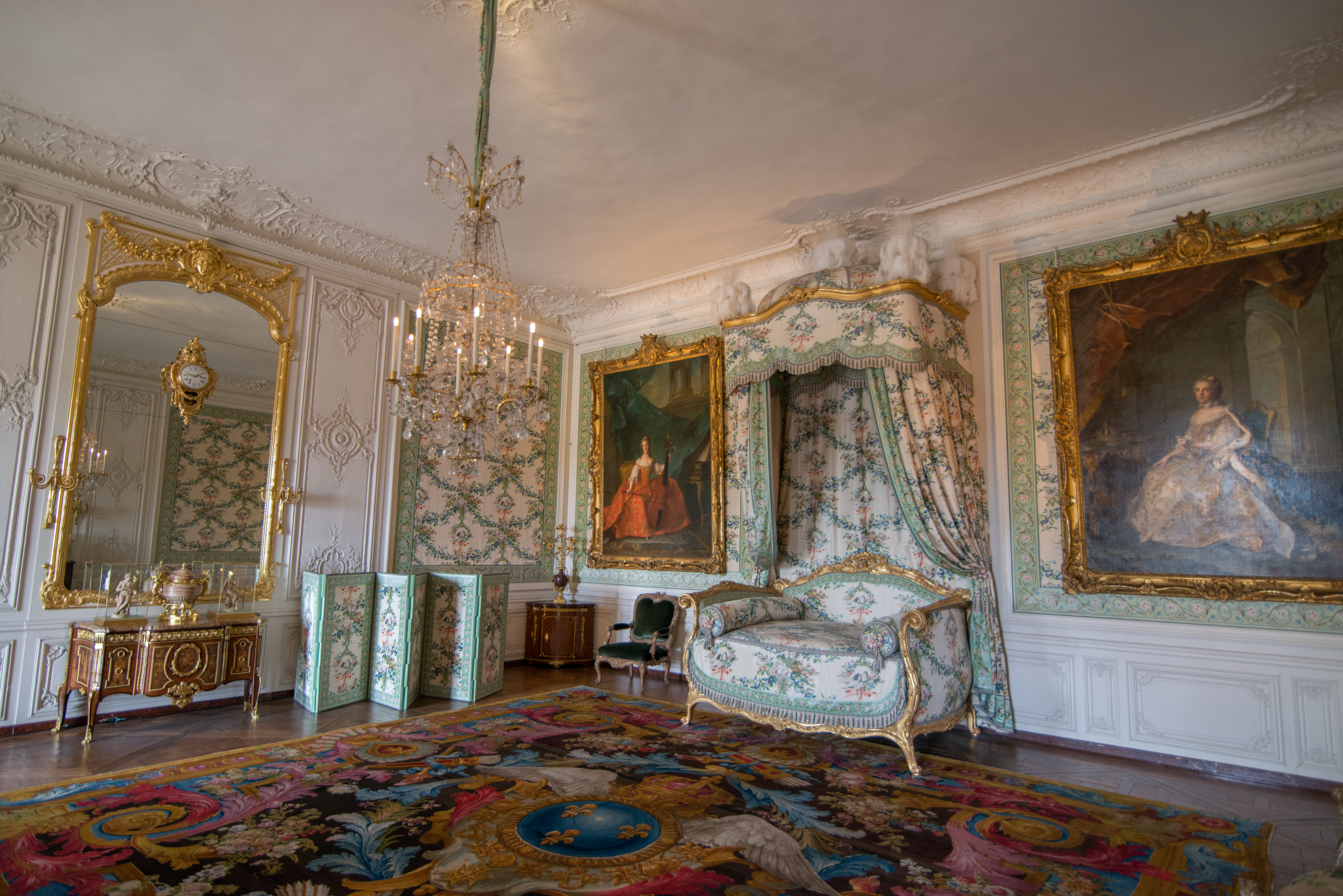
Chambre de Madame Victoire, au rez-de-chaussée du corps central.

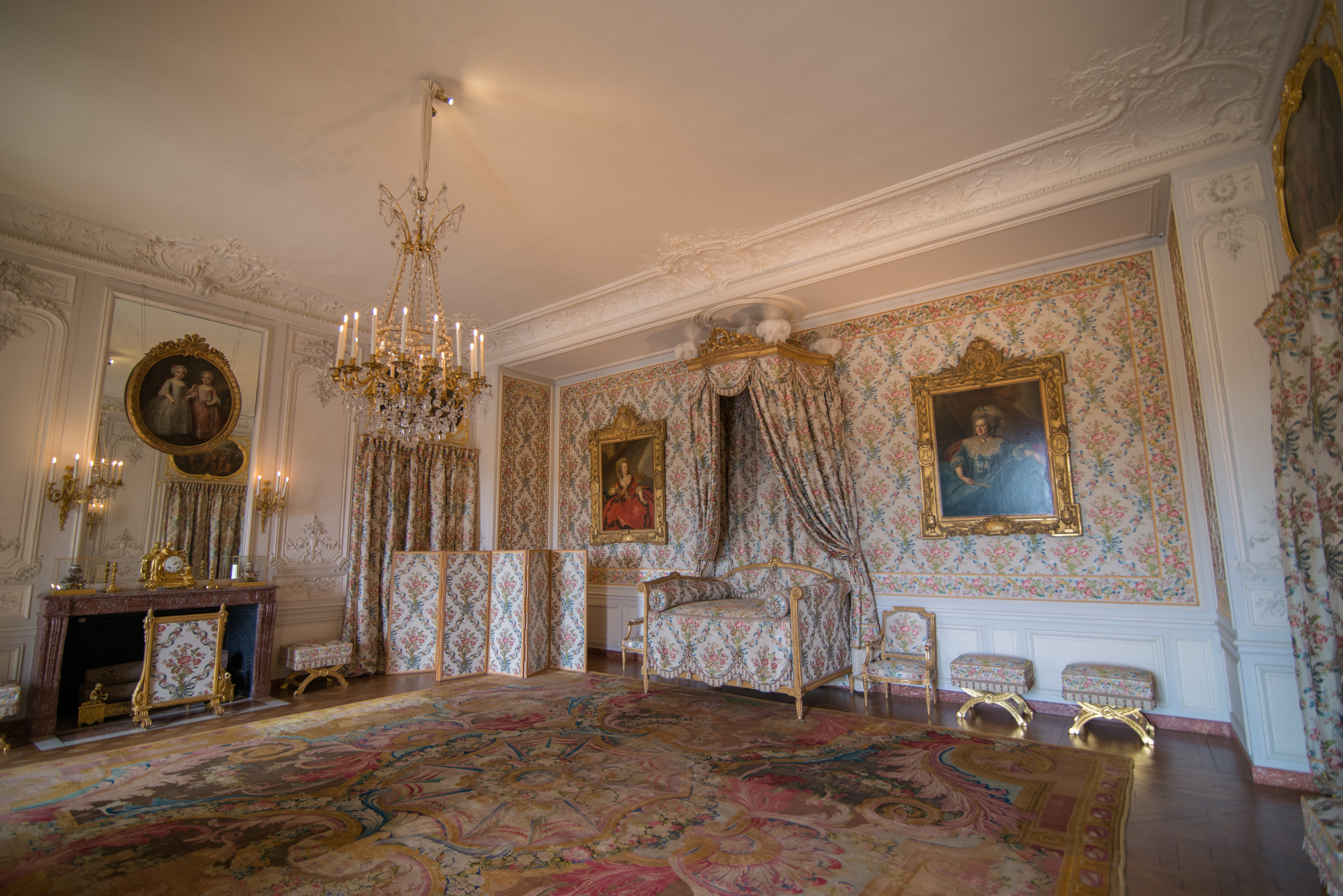
Chambre de Madame Adélaïde, au rez-de-chaussée du corps central.

Pour loger toutes ces princesses dans des appartements qui conviennent à leur rang, Gabriel effectue de multiples travaux. Au fil des années, « Mesdames » changent d'appartements, passant de l'aile du Midi à l'aile du Nord, et au rez-de-chaussée du corps central (et même au premier étage comme nous l'avons noté pour Madame Adélaïde). Ces déménagements successifs aboutissent à la disparition complète de certains ensembles comme l'appartement des bains, de l'escalier des Ambassadeurs et au cloisonnement de la galerie Basse. Ces appartements sont finalement détruits sous Louis-Philippe au XIXe siècle. Quelques splendides boiseries ont cependant échappé à ces destructions et aujourd'hui témoignent du luxe et du raffinement qui régnait chez Mesdames.
Selon la tradition établie sous Louis XIV, le dauphin et son épouse prennent possession des deux appartements du rez-de-chaussée situés sous l'appartement de la reine et, en retour d'équerre, sous une partie de la galerie des Glaces. De merveilleuses décorations sont alors créées. Les transformations du XIXe siècle démantelèrent complètement ces ensembles. Seules en ont rechappé les boiseries de la chambre du dauphin et de sa bibliothèque.
De 1761 à 1768, Gabriel entame la constrution du Petit Trianon.
En 1769, Madame Adélaïde déménage et son appartement est réuni à celui de Louis XV. Les deux pièces importantes de l'appartement intérieur sont la nouvelle chambre du roi et son cabinet intérieur, cette dernière formant la plaque tournante entre les anciens salons et les « salles neuves » de l'appartement d'Adélaïde.
Dans la seconde partie du règne de Louis XV des projets de reconstruction des façades en regard de la ville vont prendre corps. On reproche aux murs de Louis Le Vau leurs matériaux et leurs dispositions.
Le 16 mai 1770, le mariage du dauphin (futur Louis XVI) avec Marie-Antoinette de Lorraine, archiduchesse d'Autriche, est célébré dans la chapelle royale. Dans un même temps a lieu l'inauguration de l'Opéra royal à l'occasion du festin royal, elle marque le sommet de l'art de Gabriel.
En 1771, Gabriel présente au roi son « grand projet » de reconstruction de toutes les façades côté ville. Seule l'aile droite, qui menaçait de ruine, fut édifiée. Avec son pavillon à colonnes, les règles de l'architecture classique furent respectées. Le roi donna son agrément à ce projet. Comme l'argent manquait dans les caisses royales, Madame du Barry se chargea de réunir les fonds à cette opération. En 1772, les travaux du « grand projet » débutent et ne sont jamais achevés, mais donnent naissance à l'aile Louis XV. À l'intérieur de l'aile, les travaux du grand escalier, dit grand degré, débutent. Mais ils ne seront achevés qu'en 1785. À la fin de l'Ancien Régime, le palais sera la résidence royale la plus luxueuse de toute l'Europe.
Pendant que Gabriel poursuit son œuvre, la vie de la cour continue, toujours brillante et luxueuse, émaillée de bals et de fêtes. La distraction favorite de ce siècle est le théâtre. On apprécie Voltaire pour ses tragédies et sa prose. Madame de Pompadour donne une grande impulsion à ce mouvement. Le roi apprécie le style de vie incognito et multiplie les bals masqués. Néanmoins, la monotonie de ces festivités n'obtient pas le succès de celles qu'organisait Louis XIV, malgré les dépenses qu'elles occasionnent.
Louis XV est responsable de la destruction d'ensembles splendides datant de Louis XIV, mais il a su créer à l'intérieur du palais de magnifiques ensembles. Les jardins et en particulier Trianon se sont enrichis du Pavillon français et du Petit Trianon.

#### 1758-1770: Opéra royal
L'Opéra royal de Versailles est sans doute l'œuvre majeure de Gabriel, il fut inauguré le 16 mai 1770 à l'occasion du mariage du Dauphin et de Marie-Antoinette.

### Louis XVI
Sous Louis XVI, la vie de cour à Versailles se perpétua, mais des restrictions d'ordre financier furent appliquées à la Maison du roi. De plus, l'entretien du château se révéla coûteux. L'absence de commodités (salle de bains, chauffage) dans les appartements rendit de plus en plus pressante la nécessité d'une rénovation profonde des bâtiments, mais le manque d'argent fit remettre le projet jusqu'à la Révolution française. Marie-Antoinette imposa d'importantes dépenses pour l'aménagement du Petit Trianon, ce qui contribua à la rendre impopulaire. Le 15 août, fête de l'Assomption, est commémoré par une grande procession à laquelle doivent assister tous les courtisans. Celle-ci rappelle la consécration de la France à Marie, décrétée par Louis XIII. C'est au cours de la cérémonie du 15 août 1785 que le roi fait arrêter dans la galerie des Glaces, pleine de monde, son grand aumônier, le prince-cardinal Louis de Rohan, compromis dans l'affaire dite du Collier de la reine.

#### Bibliothèque de Louis XVI
À son avènement en 1774, Louis XVI veut pour lui une pièce dédiée à sa détente. Le choix se porte sur une bibliothèque. Elle est commencée dès le début de son règne. Le décor, dessiné par Ange-Jacques Gabriel, est sculpté par Jules-Antoine Rousseau. Jean-Claude Quervelle réalise une grande table à plateau monoxyle pour permettre à Louis XVI d'exposer ses biscuits de Sèvres. Deux globes, un terrestre et un céleste, complètent ce décor en 1777. C'est dans cette bibliothèque que Louis XVI décide de l'arrestation de son grand aumônier le 15 août 1785, après avoir été mal conseillé par le baron de Breteuil et son garde des Sceaux Armand Thomas Hue de Miromesnil.

#### 1783: le cabinet doré
Cette pièce fut créée pour abriter une partie des collections de Louis XIV. Sous Louis XV, elle prit diverses affectations. Ainsi, elle servit au roi de pièce d'exposition pour son service de vaisselle d'or, d'où l'un de ses noms de « cabinet de la Vaisselle d'or ». Elle fut ensuite rattachée aux appartements de Madame Adélaïde, fille de Louis XV. Cette pièce devient dès lors son cabinet de musique où Adélaïde reçut des leçons de harpe de Beaumarchais. Mozart y aurait joué pour la famille royale en 1763. Sous Louis XVI, cette pièce redevient une pièce d'exposition. En 1788, Louis XVI y expose l'un de ses achats personnels, le cabinet des papillons.

### Révolution française (1789-1799)
Versailles vit l'apogée de la France des Bourbons, mais aussi sa chute : c'est à Versailles que se tinrent les états généraux de 1789.

#### Journées d'octobre

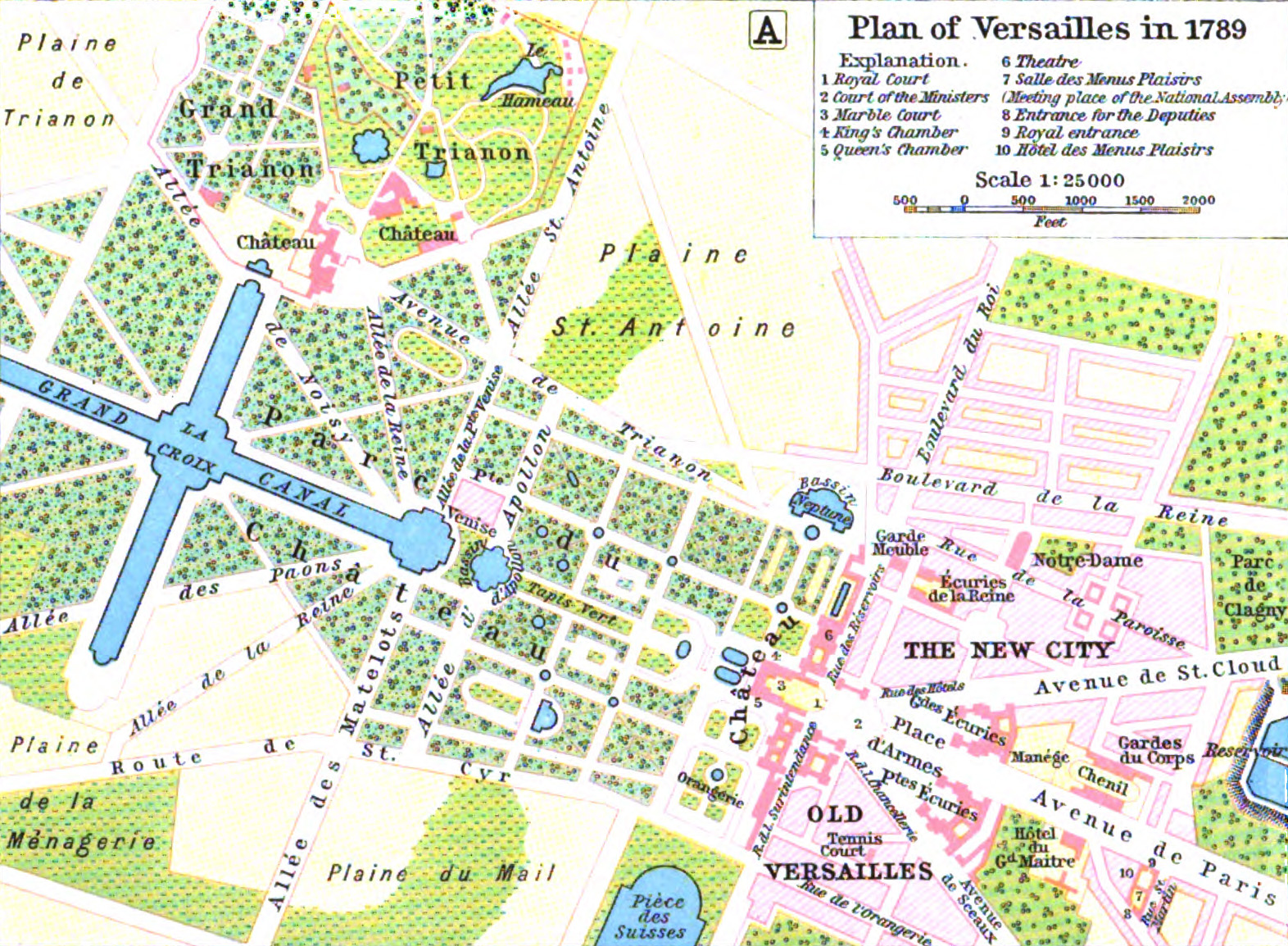
Carte de Versailles en 1789.

Le 5 octobre 1789, malgré la pluie, le peuple de Paris, conduit par des femmes, marche sur Versailles où il se heurte aux grilles du château. Une fusillade éclate. Le peuple envahit le château, et ramène la famille royale à Paris. Abandonné après le départ de la famille royale pour Paris 6 octobre 1789, le château ne retrouvera jamais ses fastes. Avant de partir, le roi déclare au gouverneur du château : « Tâchez de me sauver mon Versailles ! ». Avec eux, la famille royale emporte « le mobilier, les pendules, les tentures, le linge et tout le nécessaire » : l'intendance en profite pour faire de grands ménages et des restaurations ; néanmoins, et pour la première fois depuis 1723 (lorsque Louis XV revient à Versailles), « le gouverneur ordonne alors de fermer les contrevents, et le château sombre dans l'obscurité ». Il est néanmoins préservé dans le but de le mettre à la disposition des citoyens pour en faire, comme il est prévu pour tous les châteaux royaux, un lycée, un gymnase, un musée du Génie. La surveillance du château fut confiée à la Garde nationale de Versailles pour éviter les dégradations, ils menaient à bien cette mission aux côtés des Suisses restés au château.

#### Versailles après le départ de la famille royale

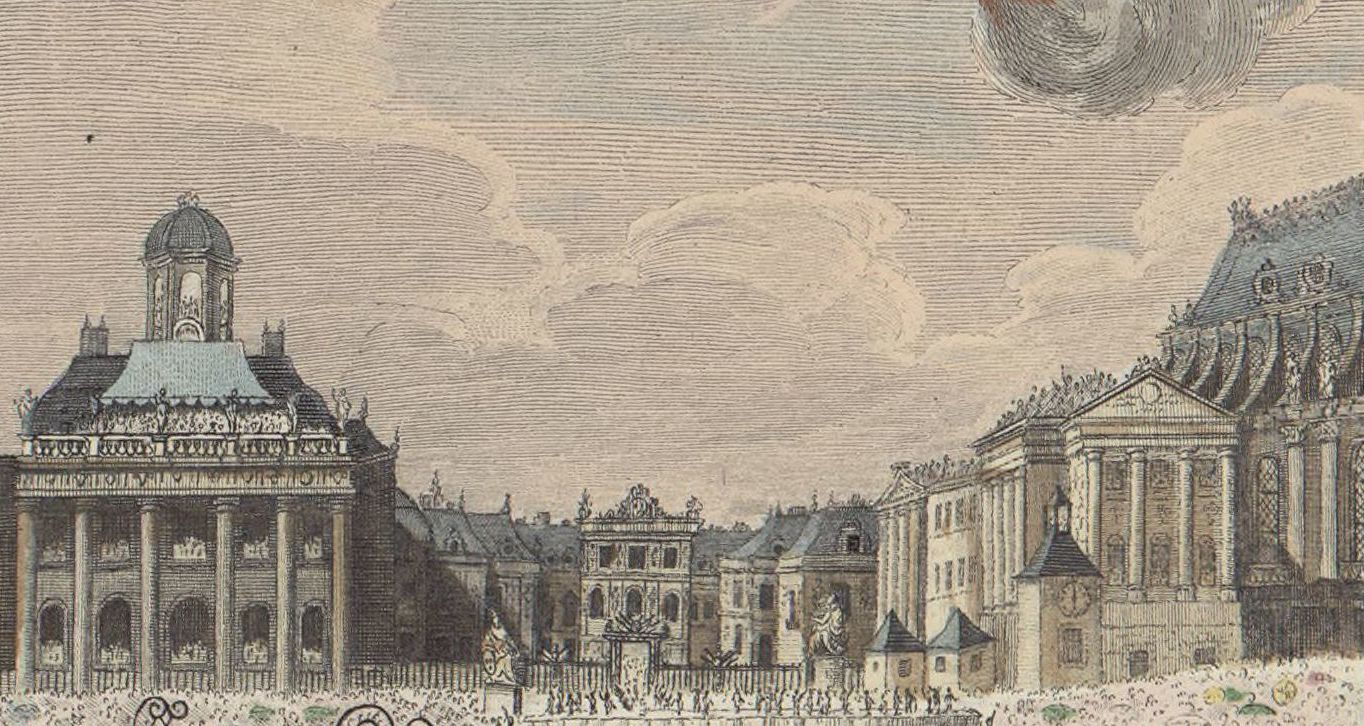
Le château de Versailles dans son état architectural en 1784, inchangé durant toute la Révolution. Les travaux de l'aile Gabriel et la dépose d'une partie de la grille royale facilitent l'invasion du château en octobre 1789.

Le mobilier du château est transporté dans des garde-meubles. Ainsi, le fameux secrétaire à cylindre de Louis XV par Oeben et Riesener, après avoir subi des modifications de son décor et de ses ornements (suppression de tout ce qui rappelait la royauté) est affecté à l'hôtel de la Marine[réf. nécessaire], place de la Concorde. Le château n'est pas plus pillé que soumis à des dégradations, sinon certains insignes de la royauté (fleurs de lys, couronnes, etc.) qui sont martelés.
En 1790, la municipalité de Versailles fit appel à la générosité du Roi pour venir en aide aux centaines d'ouvriers sans travail dont le nombre augmentait de jour en jour. Louis XVI versa un salaire à 600 travailleurs à partir du mois de janvier pour l'entretien du Grand Canal. Mais six mois plus tard, il cessa les paiements en expliquant qu'il ne pouvait plus subvenir à leurs besoins ; les travaux prirent fin et l'état du Grand Canal se dégrada jusqu'à ce qu'il se transforme en un marais putride. Un décret du 8 juillet 1792 protégea le Grand Canal en le réservant à l'installation d'une école de natation.
Au début de 1791, les tableaux, les glaces et tous les emblèmes trop explicites de la royauté sont décrochés des murs et des plafonds. Les œuvres d'art sont envoyées au Louvre, devenu le musée central des arts en 1792.
Après le 10 août 1792, le concierge du palais, Boucheman, qui était déjà en poste sous Louis XVI, fut chargé de dresser la liste des personnes habitant toujours le château, il en dénombra 70 ; celles qui étaient installées sans motif reçurent l'ordre d'évacuer les lieux, entre le 12 et le 25 août des scellés furent apposés sur les portes des différents appartements. Les habitants qui étaient restés dans le château étaient essentiellement des personnes chargées de son entretien et de sa surveillance.

#### De la Convention au Directoire
La Convention, le 10 juin 1793, après la chute de la monarchie, vend à l'encan le mobilier du château (17 000 pièces, qui vont de l'argenterie aux boutons de porte) : 17 182 lots, étalés sur les années 1793-1796. Les plus belles pièces partent pour l'Angleterre, achetées par des mandataires du roi George III, et meublent ou décorent le palais de Buckingham ou le château de Windsor. Charles-François Delacroix, le père du peintre Eugène Delacroix, pense en 1793 qu'il faudrait le démolir et y passer la charrue ; la Convention pense par ailleurs, un temps, à raser le château. Les sans-culottes arrachent les fleurs des jardins pour planter des pommes de terre et des oignons, le Petit Trianon devient une gargote et des clubs révolutionnaires s'installent dans l'opéra et la chapelle royale.
Le château toutefois n'était pas totalement fermé au public, au mois d'août 1793 treize citoyens et huit « gardes-bosquets » disposaient des clés du château, ils étaient habilités à y faire entrer des groupes de visiteurs et à leur faire découvrir les salles du château et le parc de Versailles en échange d'une rémunération.
Entre la fin de l'année 1793 et le début de l'année 1794, le pourtour du Grand Canal fut mis en culture ; 200 pommiers furent plantés à son extrémité en 1795. Les matelots et les gondoliers du canal conservèrent leur logement, étant chargés de l'entretien de la flottille. En avril 1794, les animaux de la Ménagerie furent transférés au Muséum d'Histoire naturelle à Paris.
Il est quelque temps dépôt central du département de Seine-et-Oise pour les œuvres d'art pillées chez les nobles émigrés. En 1795, il devient un « muséum » (confirmé par Bonaparte en 1799) ; le 18 avril 1796, il prend le nom de musée central des arts, puis en 1797 de musée spécial de l'École française, abritant 350 chefs-d'œuvre, dont de Nicolas Poussin, alors que le musée du Louvre présente les collections de Hollande et des Pays-Bas. Alors, « le château n'est plus qu'une carcasse vide, à l'exception notable des deux institutions qu'il abrite : le Muséum national et le dépôt central des objets d'art de Seine-et-Oise. Un fourre-tout où se distingue, entre autres, une partie des anciennes collections royales ».
En 1796, l'École centrale de Versailles fut installée dans l'aile des ministres nord du château, les salles de classe étaient meublées avec le mobilier de l'hôtel des Affaires étrangères, le potager du château fut mis à la disposition du professeur de sciences naturelles.

### Consulat et Empire (1799-1814)

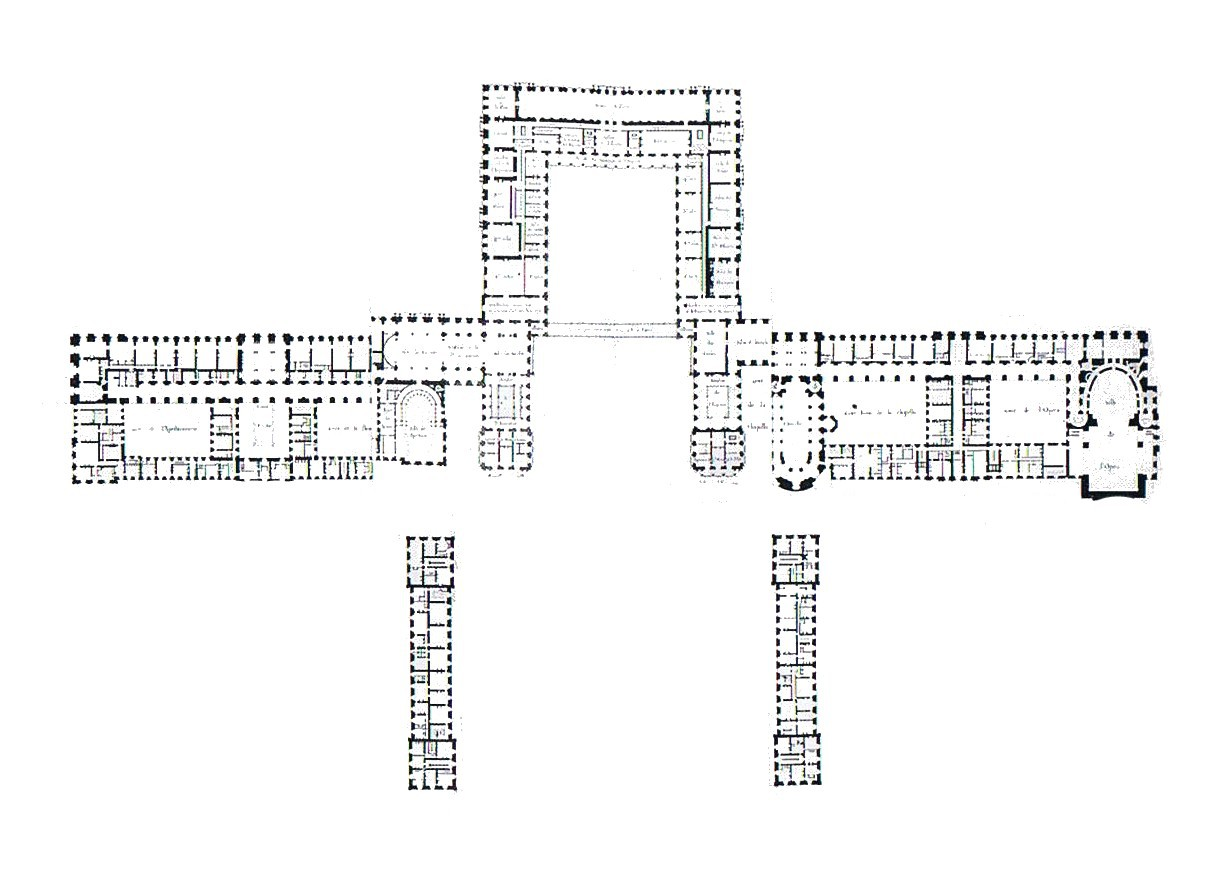
Premier plan de Fontaine (1807).

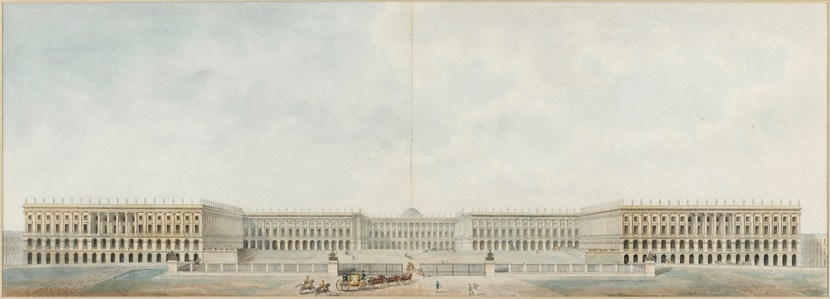
Vue du projet final de Dufour et Fontaine pour Versailles (1811).

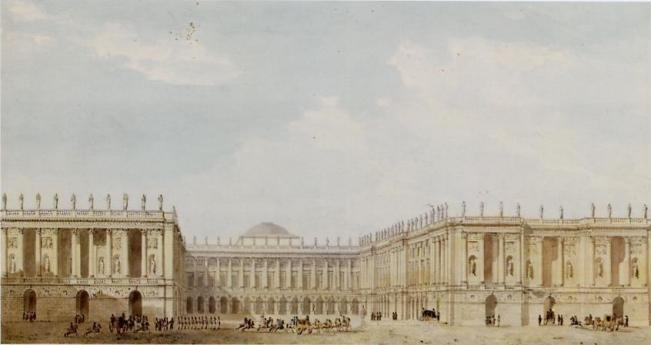
Autre vue du projet final de Dufour et Fontaine (1811).

Le 1er novembre 1804, Duroc, grand maréchal du palais, prit possession du palais au nom de la couronne impériale. Le 3 janvier 1805 le pape Pie VII, venu pour le sacre de l'Empereur, bénissait la foule depuis la fenêtre centrale de la galerie des Glaces. Les 13 et 22 mars 1805, l'Empereur visita le château et décida de repousser son installation dans le palais au profit du Grand Trianon.
L'Empire installé, les aménagements de Versailles commencent : on commande en 1806 une série de tentures destinées à l'ameublement et on décida de faire tisser à la manufacture des Gobelins des tapisseries d'après des sujets impériaux : l'Empereur et sa famille, l'Empereur et ses chefs de corps, les Grands Hommes de l'Antiquité et les statues du musée dont le Laocoon. Le 11 mars 1806, l'Empereur confia à l'architecte Jacques Gondouin la transformation du palais. Gondouin présenta deux projets :
- le premier, économique se contentait de doubler le pavillon Gabriel sur la cour par la construction d'une aile qui aurait abrité un théâtre, et les deux pavillons auraient été reliés par une galerie, ménageant une cour impériale au fond de laquelle la cour de marbre aurait simplement été remaniée par un plaquage de pierre ;
- le second projet, plus ambitieux, ménageait un ensemble de cours intérieures en s'inspirant des projets de Gabriel. À cela s'ajoutait la réfection du Grand Commun, de l'orangerie et du petit parc, la remise en eau du Grand Canal.

En 1806 et 1807, les dépenses liées aux nouvelles guerres entraînèrent l'arrêt des travaux, ce qui permit à Guillaume Trepsat et Pierre Fontaine de proposer leurs propres projets très proches du premier projet de Jacques Gondouin. Après une visite du château le 11 mars 1808, l'Empereur abandonna le projet de Jacques Gondouin et ordonna la consolidation des bâtiments et la remise en état immédiate des lambris, glaces et serrures.
En 1810, après son mariage avec l'archiduchesse Marie-Louise, Napoléon Ier souhaita de nouveau s'installer dans un Versailles transformé ; il ordonna que des crédits spéciaux soient alloués et fit appel à Alexandre Dufour qui lança les premiers travaux très rapidement dont la remise en eau du Grand Canal. Dufour souhaitait détruire la cour de marbre et de construire en avant une aile avec un pavillon central qui aurait abrité la salle du trône ; en pendant de la chapelle, il envisageait un théâtre qui en aurait repris le plan.
En 1811, à la suite de la naissance du roi de Rome, Napoléon Ier songea un temps à faire de Versailles son palais impérial, voire un palais pour son fils, avant qu'il ne décide la construction du palais du Roi de Rome à Chaillot. La maison des enfants de France devait s'installer dans l'aile du Midi, près de leur mère, Marie-Louise qui aurait logé dans les appartements de la Reine. Deux projets retinrent l'attention de Napoléon Ier :
- celui de Jean-François Heurtier qui proposa une vaste colonnade sur fond de cour ;
- celui de Pierre Fontaine et Alexandre Dufour qui proposèrent un nouveau projet prévoyant la construction d'un bâtiment faisant pendant au Grand Commun, l'un et l'autre intégrés au château et reliés par une façade sur la cour, la colonnade masquant l'arrière de la chapelle du palais[106].

La fin précipitée du Premier Empire empêcha la réalisation de ces travaux et Versailles resta inutilisé jusqu'au retour de la monarchie, l'Empereur séjournant néanmoins de façon régulière au Grand Trianon. Dans le Mémorial de Sainte-Hélène, Napoléon Ier rappela ses projets pour Versailles. Il s'agissait de transformer en un palais digne de l'Empire qu'il entendait construire.

### Restauration (1814-1830)

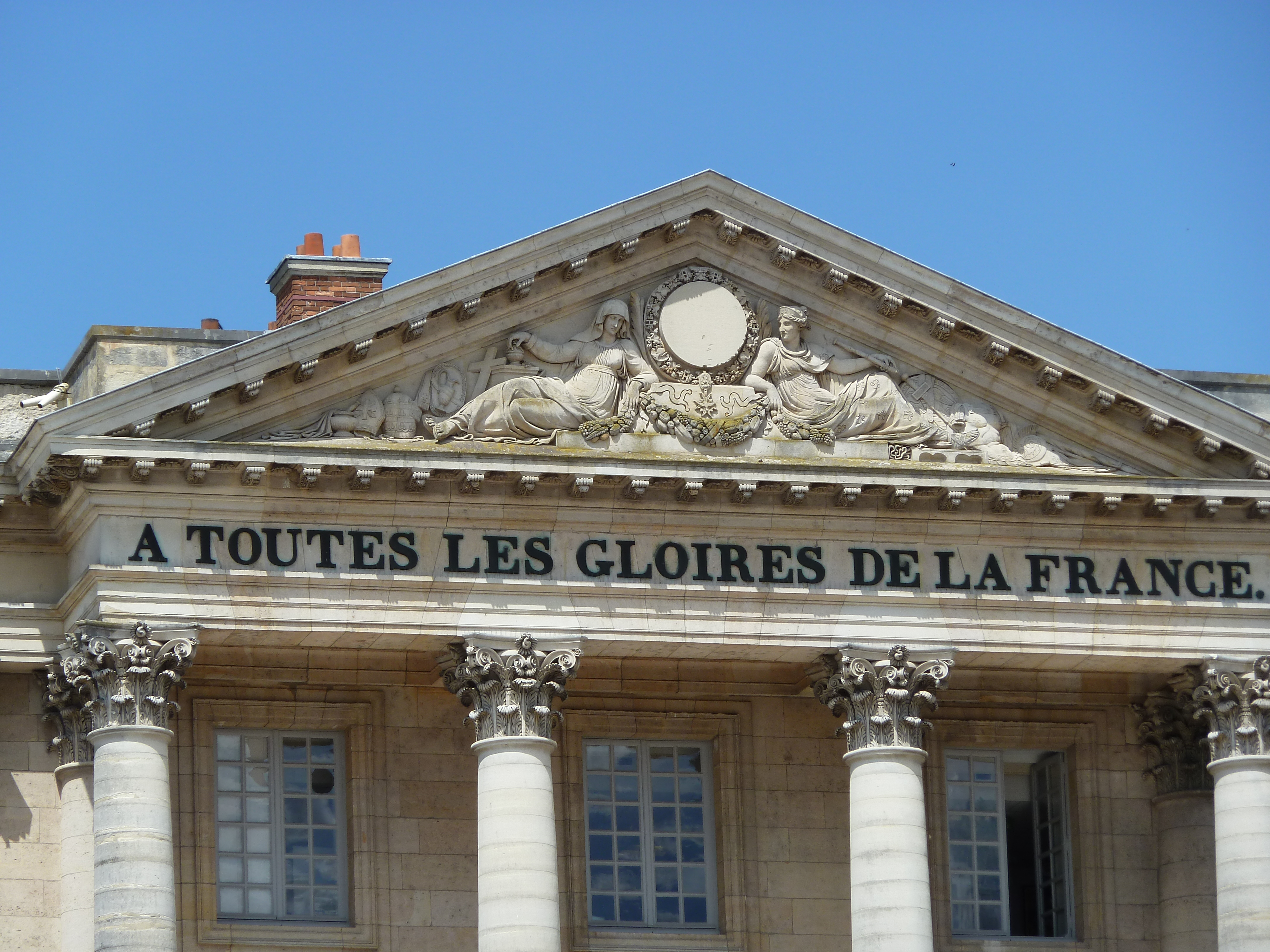
A TOUTES LES GLOIRES DE LA FRANCE, sur le fronton de l'aile Gabriel. Le relief qui surmonte l'inscription, intitulé La France et la Religion soutenant les armes de la France, est l'œuvre du sculpteur Bernard Lange.

Après la Restauration, Louis XVIII entreprend des travaux en vue de faire du château sa résidence d'été pour six millions de francs : néanmoins, conscient du risque couru à se réinstaller à Versailles, pour son image de souverain non absolu, il recule, mais permet aux bâtiments une restauration bienvenue à la suite des déconvenues des deux dernières décennies, travaux que poursuit Charles X. Le pavillon Dufour est ainsi construit de 1818 à 1820 comme pendant du pavillon de l'aile Gabriel.
En 1815, Philippe Louis Marc Antoine de Noailles, prince de Poix devient gouverneur de la Maison royale de Versailles et de Trianon, lieutenant-général, marguillier d'honneur de la paroisse et secrétaire général du gouvernement de Versailles. À ce titre, il représente le roi à Versailles et a en plus le soin de tout ce qui regarde la fabrique et l'œuvre de la paroisse Saint-Louis. Auguste de Rambaud, fils de son amie Agathe de Rambaud, ancien commissaire des guerres, est son secrétaire intime.
Philippe Louis Marc Antoine de Noailles meurt le 15 février 1819 à Paris. Son éloge est prononcé à la Chambre des pairs par Armand-Maximilien-François-Joseph-Olivier de Saint-Georges, marquis de Vérac, mari d'une de ses nièces, et son successeur dans le gouvernement de Versailles.

### De 1830 à 1870
Louis-Philippe Ier confie à son ministre Camille Bachasson, comte de Montalivet, la tâche de transformer le château en musée : c'est de cette époque que date la dédicace « À toutes les gloires de la France », présente sur les frontons de l'aile Gabriel et du pavillon Dufour.

#### Galeries historiques du musée
En 1833, Louis-Philippe Ier décide, pour sauver Versailles de la ruine, de le transformer en un musée de l'histoire de France célébrant les conquêtes militaires de l'Ancien Régime, de la Révolution française, de l'Empire et même de la Restauration. Très attaché à ce projet destiné à marquer l'entreprise de réconciliation nationale (entre monarchie et république) menée par la monarchie de Juillet, le roi surveille de très près l'exécution des travaux et les commandes des tableaux.

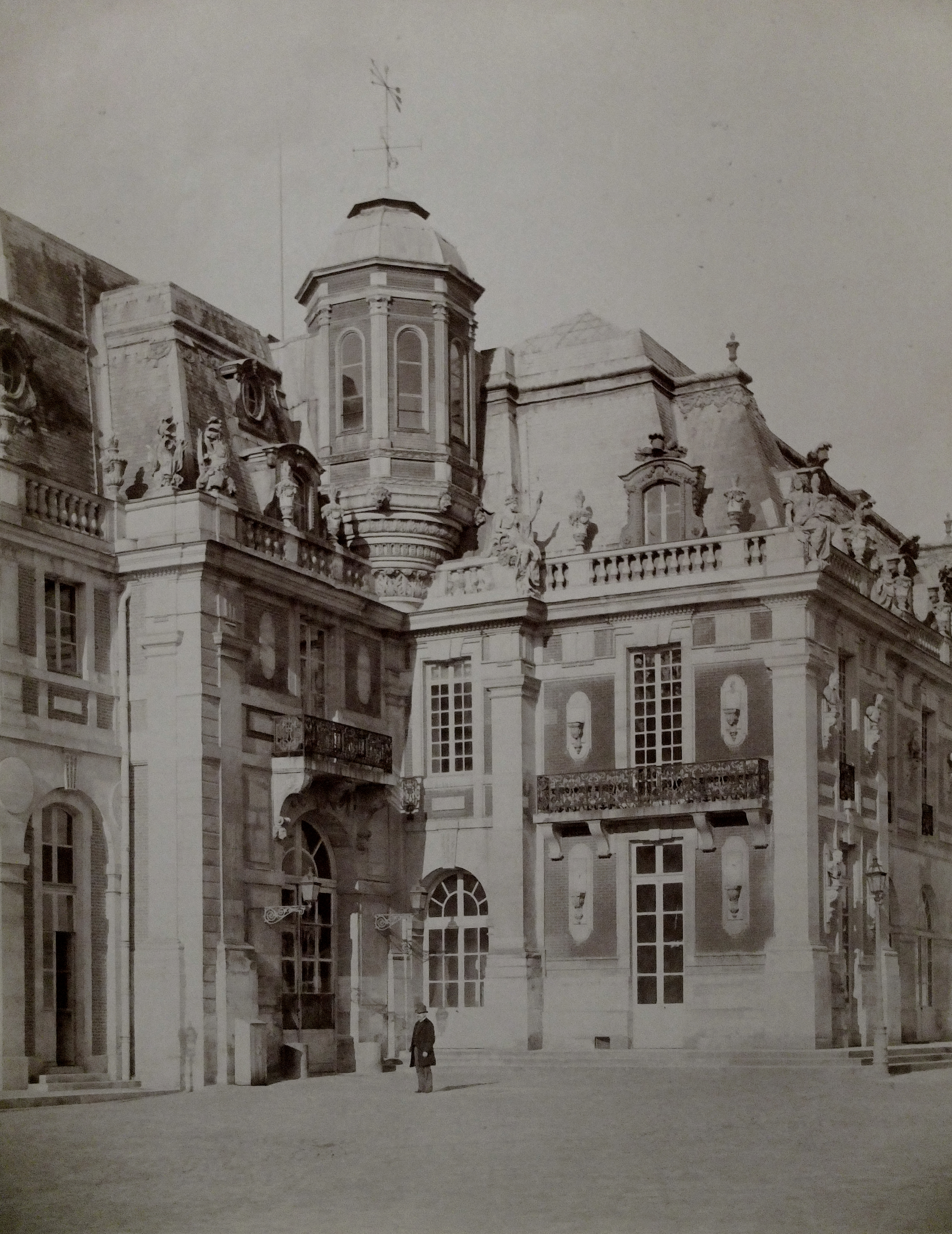
La tourelle Louis-Philippe, dans la cour royale, vers 1900.

La restauration du château est dirigée par l'architecte Pierre Fontaine. Les travaux, payés sur la cassette personnelle du roi, s'élèvent à plus de 23 millions de francs. Parmi les modifications apportées au château, on peut citer l'ajout d'une tourelle néoclassique en forme d'échauguette, engagée dans l'encoignure de la cour royale (et qui devait être doublée par une seconde tourelle, côté Nord). Elle est destinée à mieux relier les attiques, pour faciliter le parcours des galeries d'exposition du nouveau musée de l'histoire de France. Cette tourelle de Louis-Philippe sera supprimée au début du XXe siècle pour des motifs esthétiques et des raisons de sécurité, le poids de cet édifice menaçant la structure du toit du château.
Louis-Philippe fait également restaurer le Grand Trianon pour son usage personnel. En octobre 1837, il y célèbre le mariage de sa fille, la princesse Marie, avec le duc de Wurtemberg.
Installée dans l'aile du Midi à la place des appartements des princes (ceux-ci sont littéralement détruits), la galerie des Batailles a été conçue personnellement par Louis-Philippe. Elle surprend par ses vastes dimensions (120 mètres de long sur 13 mètres de large). Elle est ornée de trente-deux tableaux de grandes dimensions célébrant les actions militaires glorieuses de l'histoire de France depuis la bataille de Tolbiac en 496 jusqu'à celle de Wagram en 1809. Le peintre le plus sollicité a été Horace Vernet.

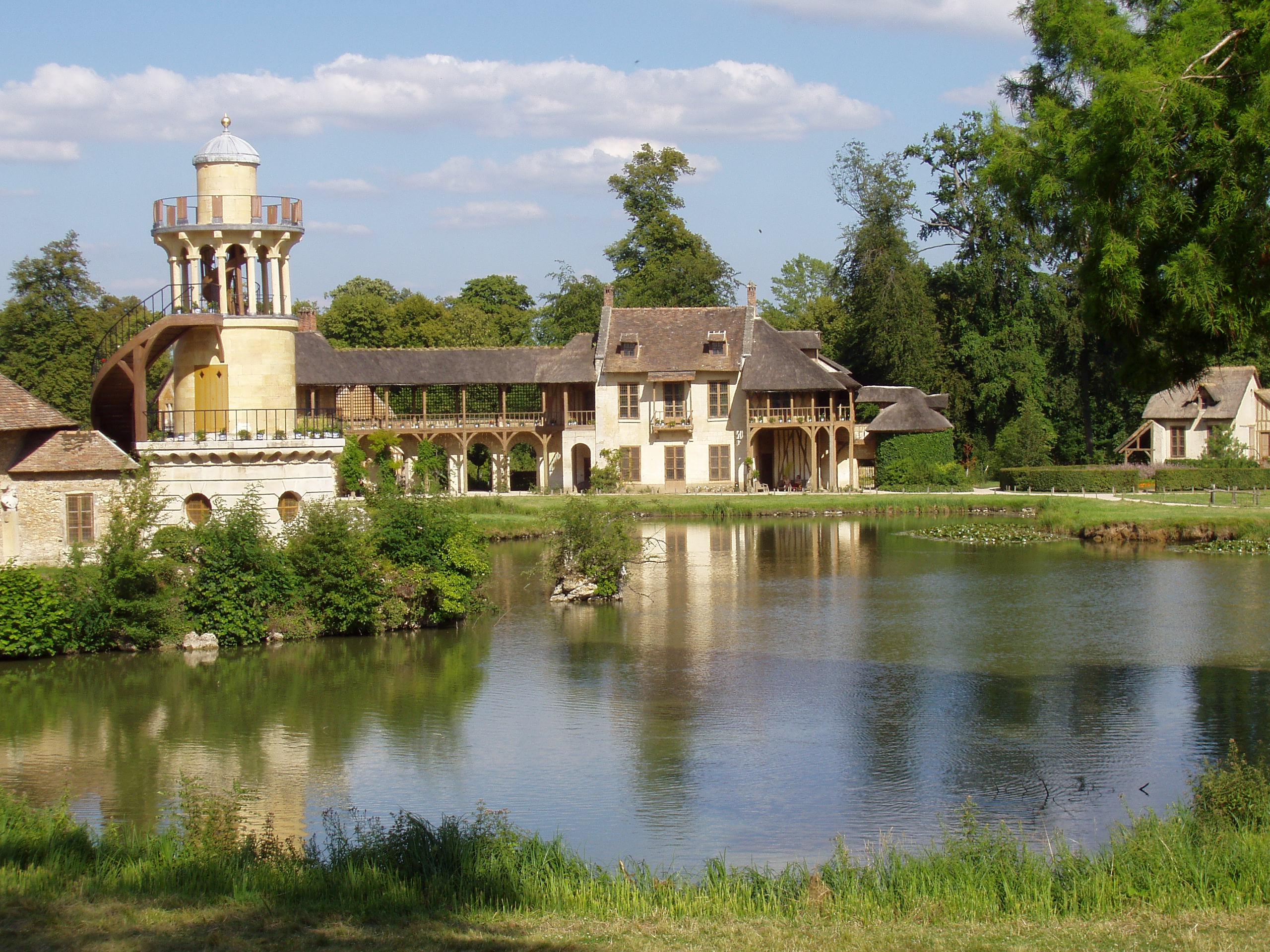
Hameau de la Reine.

Le musée de l'histoire de France du château de Versailles, dédié « à toutes les Gloires de la France », est inauguré officiellement par Louis-Philippe le 10 juin 1837, dans le cadre des festivités qui marquent le mariage du prince royal avec la princesse Hélène de Mecklembourg. Il comprend notamment la salle des Croisades dont les frises portent les armes et les noms des chevaliers croisés, ouverte au public en 1843.
Le musée rencontre un très grand succès. Victor Hugo commente :

« Ce que Louis-Philippe a fait à Versailles est bien. Avoir accompli cette œuvre, c'est avoir été grand comme roi et impartial comme un philosophe ; c'est avoir fait un monument national d'un monument monarchique ; c'est avoir mis une idée immense dans un immense édifice ; c'est avoir installé le présent dans le passé, 1789 vis-à-vis de 1688, l'empereur chez le roi, Napoléon chez Louis XIV ; en un mot, c'est avoir donné à ce livre magnifique qu'on appelle l'histoire de France cette magnifique reliure qu'on appelle Versailles. »

Les collections du musée, consacrées d'abord aux peintures (6 000) et aux sculptures (1 500), puis ils servent à remeubler le château, comptaient environ 65 000 œuvres en 2014, dont 18 861 en ligne sur le site du château au 1er décembre 2017 (8 593 estampes, 3 689 peintures et miniatures, 1 577 objets d'art, 1 403 dessins et pastels, 1 178 meubles, etc.). À lui seul, le Cabinet des dessins et gravures comprend au total 90 pastels, environ 1 400 dessins et environ 28 000 gravures, soit près de 30 000 œuvres et le Cabinet des médailles en compte 2 600.

#### Réceptions officielles de Napoléon III
Sous le Second Empire, Versailles va devenir un lieu de fêtes importantes données par le nouveau régime afin de mettre en avant son pouvoir. En 1855, un dîner est organisé en la présence de la reine Victoria dans la galerie des Glaces, ainsi que dans la salle de l'opéra. En 1862, une réception a lieu pour le prince consort espagnol, François d'Assise de Bourbon, duc de Cadix et époux de la reine Isabelle II, avec une illumination sur le bassin de Neptune. En 1867, lors de l'Exposition universelle, une pléthore de têtes couronnées visitèrent le château, parmi lesquelles le sultan Abdülaziz, les roi et reine des Belges Léopold II et Marie-Henriette, le tsar Alexandre II, le roi de Prusse Guillaume Ier, le roi de Suède Charles XV, la reine Sophie des Pays-Bas, l'empereur François-Joseph.
Napoléon III continua le projet historique de Louis-Philippe en installant dans les salles d'Afrique les grands tableaux dépeignant les événements de son règne, qui sont notamment la guerre de Crimée, la campagne d'Italie et l'expédition du Mexique. Furent transformés en musée le Grand Trianon et le Petit Trianon, ce dernier étant dédié au souvenir de la reine Marie-Antoinette, avec une exposition ouverte en 1867. L'impératrice Eugénie, qui lui vouait un culte[réf. nécessaire], fut à l'origine d'un regain d'intérêt pour le château de Versailles. C'est sous son influence que lors de l'Exposition universelle de 1867, des meubles prestigieux furent réintégrés dans le patrimoine du château. Ainsi, le grand serre-bijoux de Schwerdfeger ou le bureau de Roentgen.

### De 1870 à nos jours

#### Troubles de 1870-1871

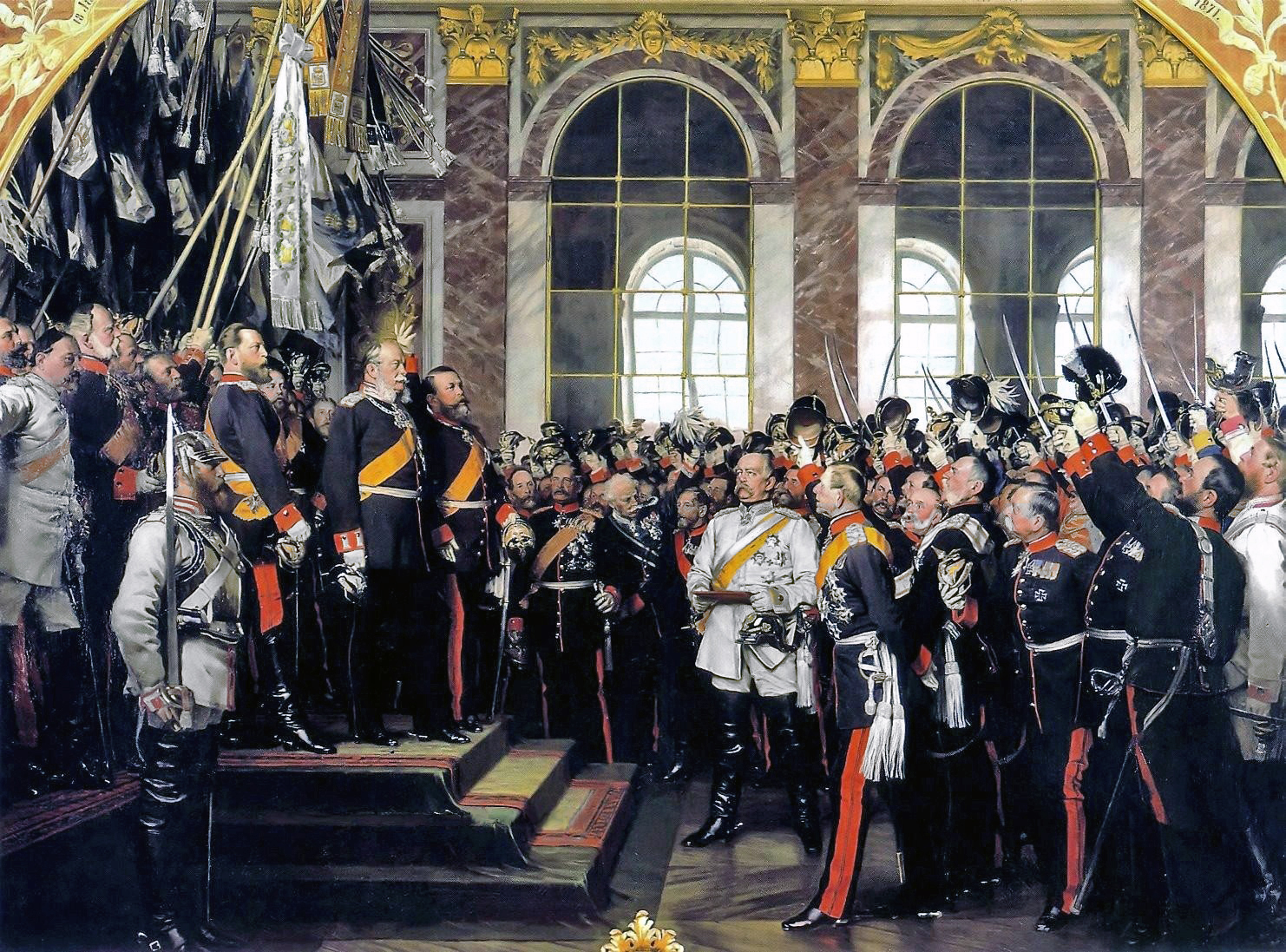
La proclamation du roi de Prusse Guillaume Ier comme empereur allemand, à Versailles.

À la suite de la défaite de Sedan, la France est vaincue et le château devient le quartier général de l'armée prussienne lors du siège de Paris pendant la guerre de 1870. La galerie des Glaces sert d'hôpital, 400 lits sont installés dans le château et 1 000 pièces d'artillerie sur la place d'Armes. Le roi Guillaume Ier et sa cour investissent Versailles le 5 octobre ; ils fêtent Noël et le réveillon dans les appartements royaux, dînant de plats à base de salade de hareng. Le Kronprinz décore ses soldats sous la statue équestre de Louis XIV. L'Empire allemand est proclamé dans la galerie des Glaces le 18 janvier 1871, avec l'union décidée entre la confédération de l'Allemagne du Nord et les États du Sud sous l'égide du chancelier Otto von Bismarck. Le roi de Prusse ne loge alors pas au château, mais à la préfecture. Les troupes ne partent que le 6 mars, alors qu'Adolphe Thiers signe l'armistice.
L'état de délabrement du château fait dire à Émile Zola en 1874 : « Quand l'homme ferme portes et fenêtres et qu'il part, c'est le sang de la maison qui s'en va. Elle se traîne des années au soleil, avec la face ravagée des moribondes ; puis, par une nuit d'hiver, vient un coup de vent qui l'emporte. C'est de cet abandon que meurt le château de Versailles. Il a été bâti trop vaste pour la vie que l'homme peut y mettre ».

#### Installation de la République à Versailles
En 1871, la Commune de Paris amène le gouvernement français et son administration à s'établir à Versailles et notamment à la préfecture. On installe alors l'Assemblée nationale dans l'ancien Opéra royal, puis on regroupe les 23 000 prisonniers de la Commune dans l'orangerie. Quelques-uns sont exécutés dans le parc, au mur des Fédérés (à Satory). En 1875, les lois constitutionnelles organisent un Parlement bicaméral : le Sénat continue de siéger dans l'Opéra royal alors que la Chambre des députés se dote d'une nouvelle salle, la salle du Congrès, plus grand hémicycle parlementaire d'Europe construit dans l'ancienne grande cour de l'aile du Midi.
En application de la loi du 22 juillet 1879 relative au siège du pouvoir exécutif et des chambres à Paris, les deux assemblées regagnent Paris en 1879, tout en conservant des locaux au sein du château jusqu'en 2005.
Sous les IIIe, IVe et Ve Républiques, le château reste en effet le lieu de réunion du Congrès du Parlement, chargé d'élire le président de la République française jusqu'en 1962 et de réviser la Constitution.

#### Versailles de Nolhac
Pierre de Nolhac arrive au château de Versailles en 1887, en tant qu'attaché de conservation, puis est nommé conservateur du musée le 18 novembre 1892. Entre-deux, le château et les jardins a été déserté pendant vingt ans, si bien qu'on en a même oublié le nom des bassins. Dès son arrivée au château, il envisage de mettre en place de véritables galeries historiques, organisées de façon scientifique, par opposition à Louis-Philippe qui avait créé les premières galeries d'histoire dans une optique de glorification de l'histoire de France. Parallèlement, il entreprend de rendre au château son aspect antérieur à la Révolution. Pour atteindre ces deux buts, Nolhac supprime des salles, décroche des œuvres, remet au jour certains décors historiques, etc. Il raconte par exemple dans ses Mémoires : « la première salle sacrifiée fut celle des rois de France qui alignait sur la cour de Marbre les effigies imaginaires, ou authentiques, de nos rois depuis Clovis ».
La révolution opérée par Nolhac donne une notoriété nouvelle au château. Des membres de la haute société et de la noblesse se pressent pour découvrir les nouveaux aménagements, tel le duc d'Aumale, l'ancienne impératrice Eugénie ou encore Marcel Proust. Nolhac s'emploie également à faire venir des personnalités étrangères. Le 8 octobre 1896, le tsar Nicolas II et son épouse arrivent à Versailles, accueillis par le président Félix Faure. Nolhac organise également des événements qui visent à faire connaître le château à des donateurs potentiels. Le propriétaire du journal New York Herald, Gordon Bennett, donne 25 000 francs permettant de restructurer les salles du XVIIIe siècle. Le développement des dons privés amène à la création de la Société des amis de Versailles, en juin 1907.

#### Deux guerres mondiales

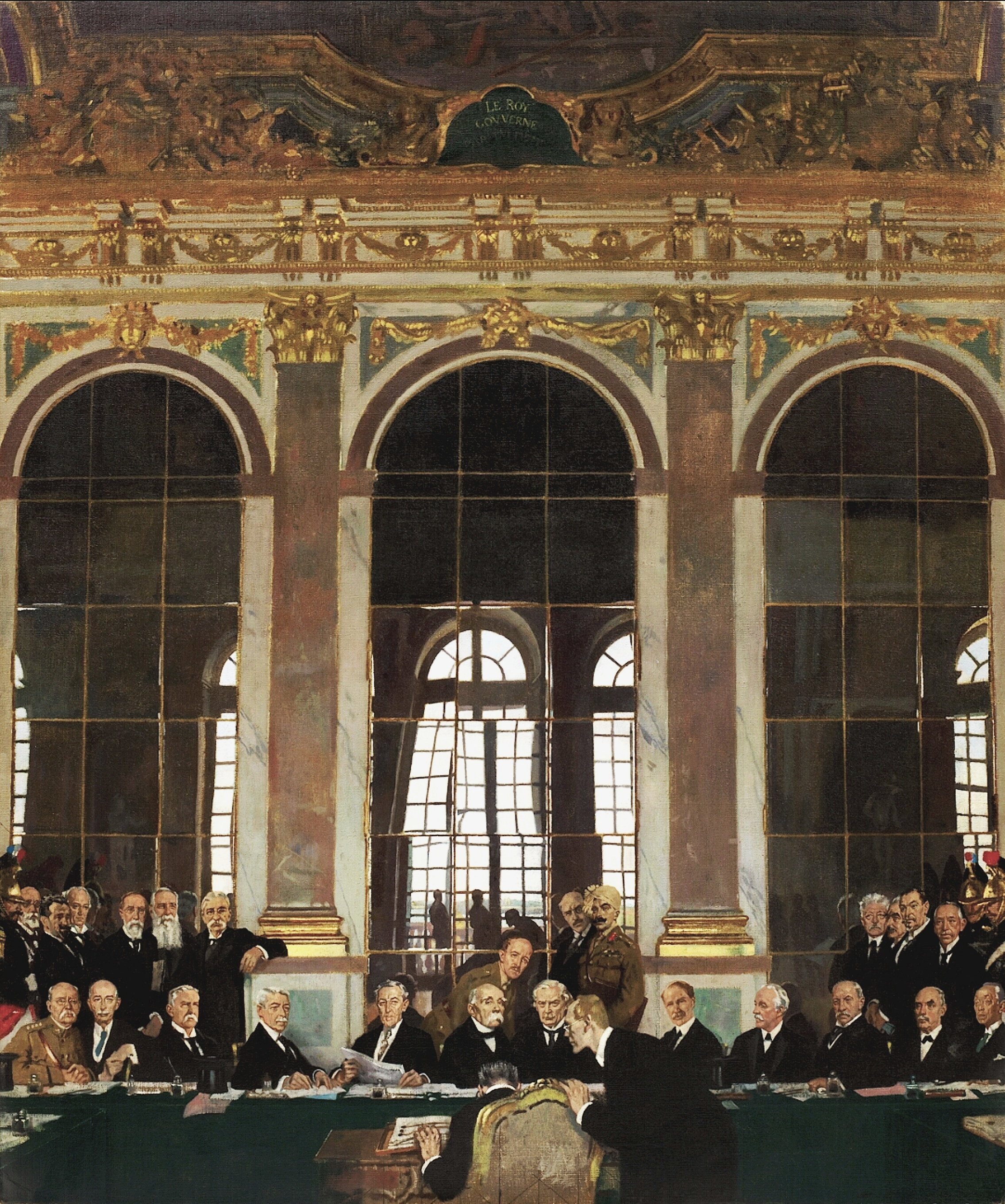
Le traité de Versailles de 1919 dans la galerie des Glaces. Johannes Bell (Allemagne) signe avec Hermann Müller à côté de lui. De gauche à droite : le général Tasker Howard Bliss, le colonel Edward Mandell House, Henry White, Robert Lansing, le président Woodrow Wilson, Georges Clemenceau (France), Lloyd George, Andrew Bonar Law, Arthur Balfour, Alfred Milner, George Nicoll Barnes, Saionji Kinmochi (Japon).

À l'approche de la Première Guerre mondiale, Nolhac met en place différents dispositifs visant à protéger le château. Les tapisseries de l'Histoire du Roy sont mises en caisse. Les œuvres et les objets précieux sont stockés sous l'aile Gabriel et l'accès est muré. Ces précautions ont été inutiles parce qu'aucune destruction n'a été à déplorer au cours du conflit.
En souvenir de l'humiliation subie par la France en 1871, le gouvernement français décide de faire signer dans la galerie des Glaces le traité de Versailles. Le 28 juin 1919 est signé ce traité de paix par David Lloyd George, Georges Clemenceau, et Thomas Woodrow Wilson aux côtés des représentants allemands. Ainsi la France récupère l'Alsace-Lorraine au même endroit où elle l'avait perdue. Le château et ses jardins demeurent néanmoins dans un piteux état.
Le 3 juillet 1919, Nolhac quitte ses fonctions, après trente-deux ans consacrés à Versailles.

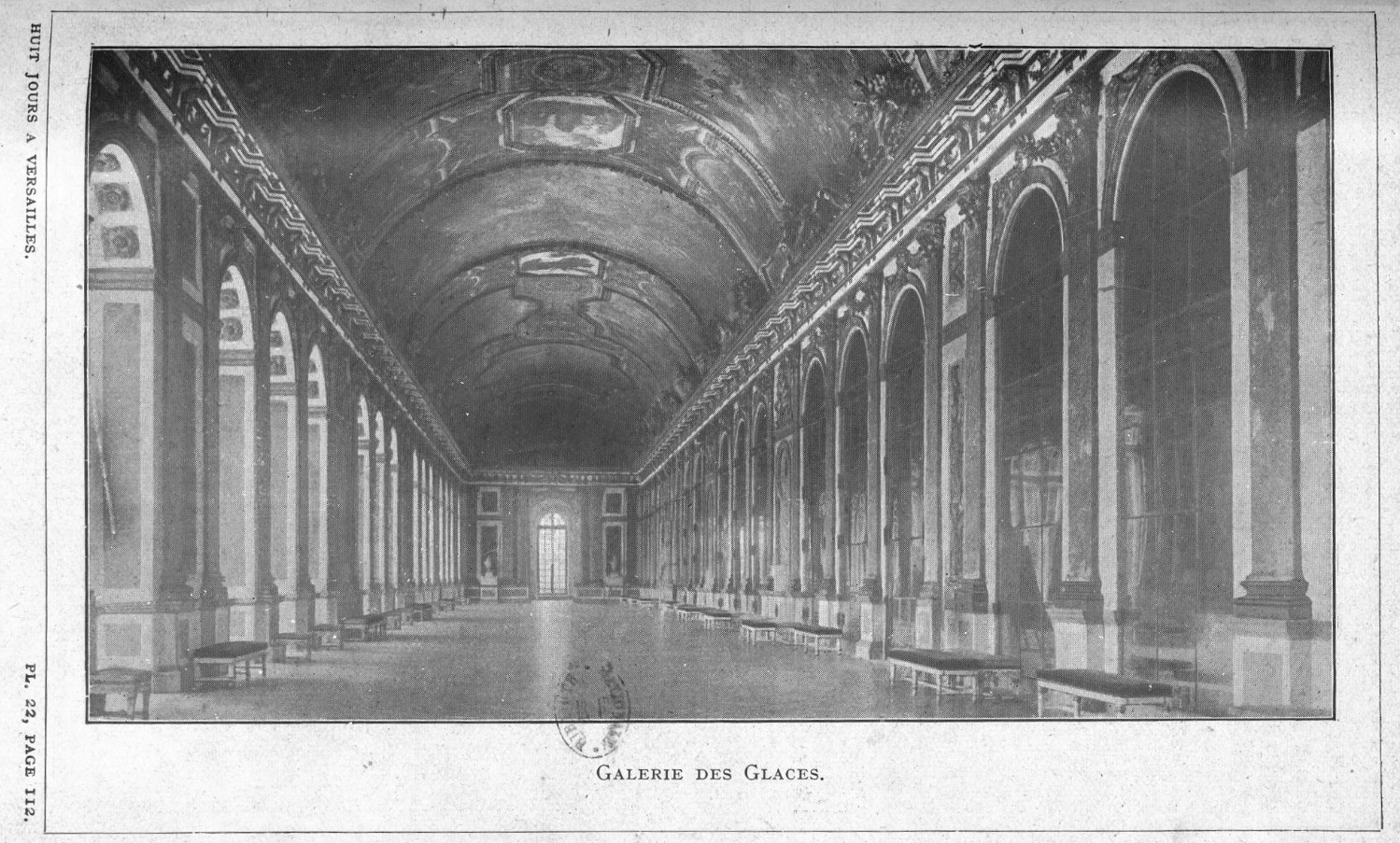
La galerie des glaces vers 1920 (photographie de Paul Gruyer)

L'effort de Nolhac pour sortir de l'oubli le château n'a pas permis d'établir un financement pérenne. Ainsi, au sortir du conflit, le château qui n'a pas été entretenu fait face à d'importantes difficultés financières. À la suite de sa visite en France, John Davison Rockefeller décide de financer la réhabilitation du château de Versailles, notamment le gros œuvre et les pièces d'eau, dans le parc. Il effectue un premier versement en 1924, un second en 1927. La générosité de ce ressortissant américain incite le gouvernement français à allouer un budget de restauration annuel au château.
Le 21 juillet 1938, le couple royal britannique, George VI et Elizabeth, visite le château. Ils sont invités à un dîner officiel dans la galerie des Glaces par le président de la République Albert Lebrun.
À l'approche de la Seconde Guerre mondiale, l'inspecteur général des Beaux-Arts Pierre Ladoué prend des dispositions de défense passive pour protéger les œuvres : les boiseries sont déposées et les pièces majeures sont envoyées aux châteaux de Brissac, de Sourches et de Chambord, ainsi qu'à l'abbaye des Vaux-de-Cernay ; on mure les accès à la galerie des Glaces. Le Grand Canal est asséché pour tromper les aviateurs ennemis. Lorsque les Allemands arrivent, il ne reste pour tout personnel que le conservateur en chef, son épouse, et un pompier handicapé. Le 15 juin 1940, le drapeau nazi flotte sur le château et, le 18 juin, les Allemands installent des batteries de DCA dans les jardins. En octobre, Charles Mauricheau-Beaupré devient conservateur en chef du château. Cette période est marquée par les images de soldats allemands visitant la galerie des Glaces, lieu de naissance de l'Empire allemand. En juillet 1940, Goebbels visite le château ; Hermann Göring s'y rendra également plusieurs fois. Durant l'Occupation, les bâtiments souffrent d'infiltrations d'eau et du froid. Versailles est libéré le 25 août 1944.
À la fin de la guerre, les œuvres sont raccrochées et des travaux de restauration commencent, notamment dans la chambre de la Reine. En septembre 1944, le quartier général allié s'installe à l'hôtel Trianon Palace tout proche. Fred Astaire danse pour les soldats américains devant le château (du côté des jardins), lesquels visitent aussi les bâtiments pour admirer les toiles. Le château rouvre au public au printemps 1946.

#### Période Mauricheau-Beaupré
Déjà, en 1951, le conservateur en chef, Charles Mauricheau-Beaupré alerte le sous-secrétaire d'État aux Beaux-Arts, André Cornu, sur l'état de délabrement de Versailles : il pleut dans la galerie des Glaces, et les peintures sont menacées. Après une visite d'une journée, le ministre chiffre les travaux de rénovation à environ 5 milliards de francs ; en février 1952, il sollicite, par voie radiophonique, l'aide des Français en leur faisant prendre conscience de l'état de l'ancien palais royal : « Vous dire que Versailles menace de ruine, c'est vous dire que la culture occidentale est sur le point de perdre un de ses plus nobles fleurons. Ce n'est pas seulement un chef-d'œuvre que l'art de la France doit craindre de voir disparaître, mais en chacun de nous une image de la France qu'aucune autre ne saurait remplacer ». Aussitôt, plusieurs mécènes se font connaître : le gouverneur de la Banque de France (il donne dix millions de Francs), Georges Villiers (président du Conseil national du patronat français) ainsi que de nombreux artistes (les écrivains Roger Nimier et Jean Cocteau, les peintres Henri Matisse et Maurice Utrillo), et surtout la population (enfants, soldats, etc.).

#### Période Van der Kemp
Versailles a servi de palais national à la disposition de la présidence de la République. Il sert à accueillir des chefs d'État étrangers, comme Nikita Khrouchtchev en 1960, John Kennedy en 1961, Élisabeth II en 1957 et 1972, le shah d'Iran en 1974, Mikhaïl Gorbatchev en 1985, Boris Eltsine en 1992 ou Vladimir Poutine en 2017. Pour cela, en 1959, le général de Gaulle réaménage le Grand Trianon, pour loger les chefs d'État étrangers et leur entourage : une aile est par ailleurs réservée au président de la République française (avec « chambres, salons, cuisines, chapelle », etc.) ; en 1999, ces pièces sont restituées au château. Le pavillon de la Lanterne est, lui, réservé au Premier ministre, jusqu'à 2007 où Nicolas Sarkozy en fait une résidence présidentielle secondaire.
Lieu symbolique, le château de Versailles est l'objet d'un attentat dans la nuit du 25 au 26 juin 1978. La bombe à retardement posée par deux nationalistes bretons endommage une dizaine de salles dont la galerie des Batailles, faisant pour trois millions de francs de dégâts.

En 1982, du 4 au 6 juin, il abrite le « sommet de Versailles », la 8e réunion du G7 avec les dirigeants des sept pays démocratiques les plus industrialisés.

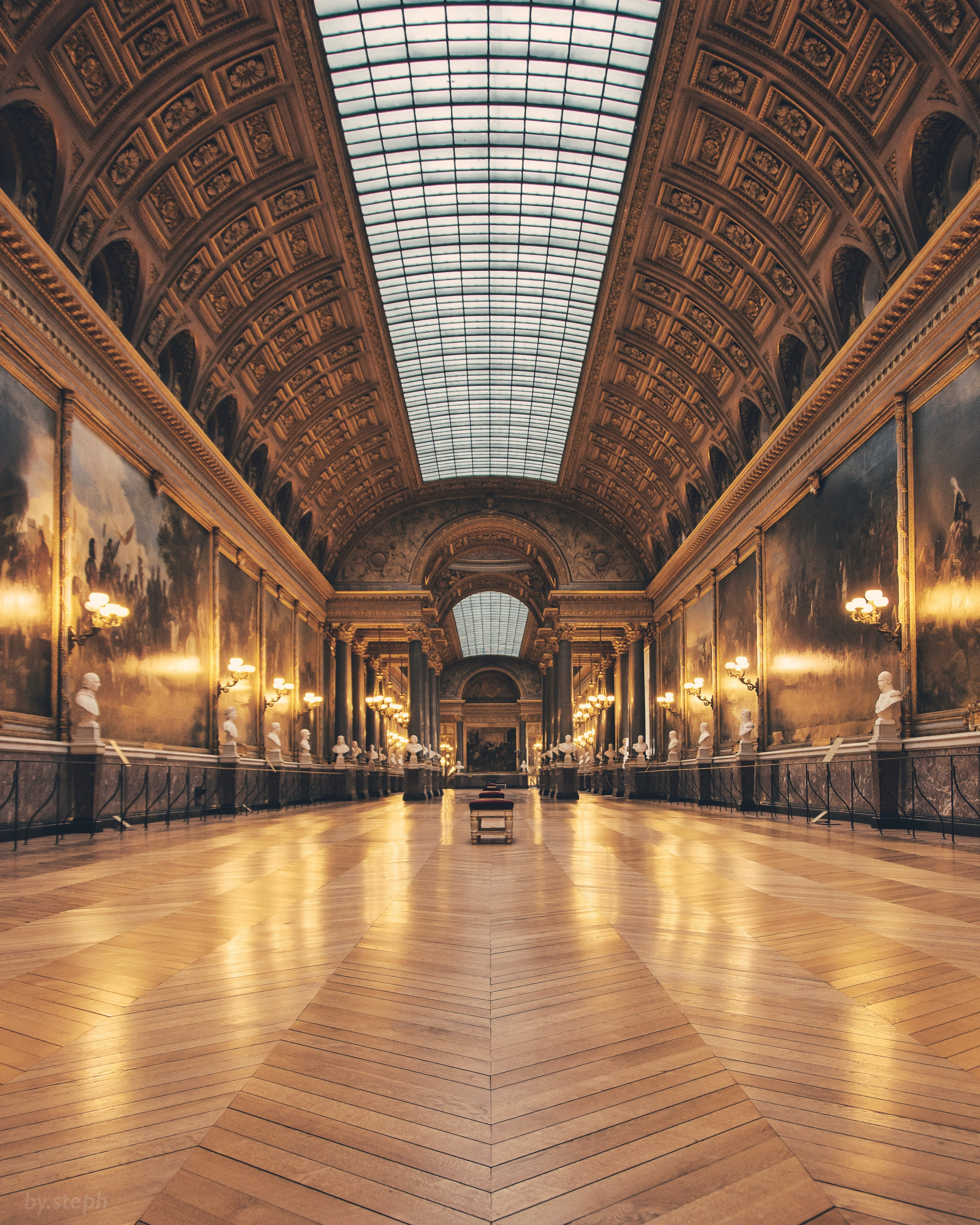
Galerie des Batailles, château de Versailles.

#### Création de l'Établissement public
Le 28 avril 1995, par le décret no 95-463, le gouvernement a procédé à la création de l'Établissement public du musée et du domaine national de Versailles regroupant dans une structure unique le musée national du château de Versailles et le domaine national de Versailles. Ce nouveau statut confère à l'établissement public une autonomie de gestion financière et une personnalité juridique. En 2010, par le décret no 2010-1367, le nom de l'établissement public est modifié et devient Établissement public du château, du musée et du domaine national de Versailles. Depuis 2001, le château fait partie du réseau des résidences royales européennes.
Dernières institutions publiques disposant de locaux au sein du château (environ 25 000 m2 de locaux principalement dans l'aile du Midi), en vertu de la loi du 22 juillet 1879 relative au siège du pouvoir exécutif et des chambres à Paris et de l'ordonnance no 58-1100 du 17 novembre 1958, l'Assemblée nationale et le Sénat acceptent en 2005, en adoptant une proposition de loi émise par Jean-Louis Debré, alors président de l'Assemblée nationale, de « mettre à la disposition du public les locaux dits du Congrès, au château de Versailles ». Toutefois, en adoptant un amendement, le Sénat a refusé la restitution de la salle des séances du Congrès, considérée comme un « lieu de mémoire de l’histoire parlementaire de notre pays ».

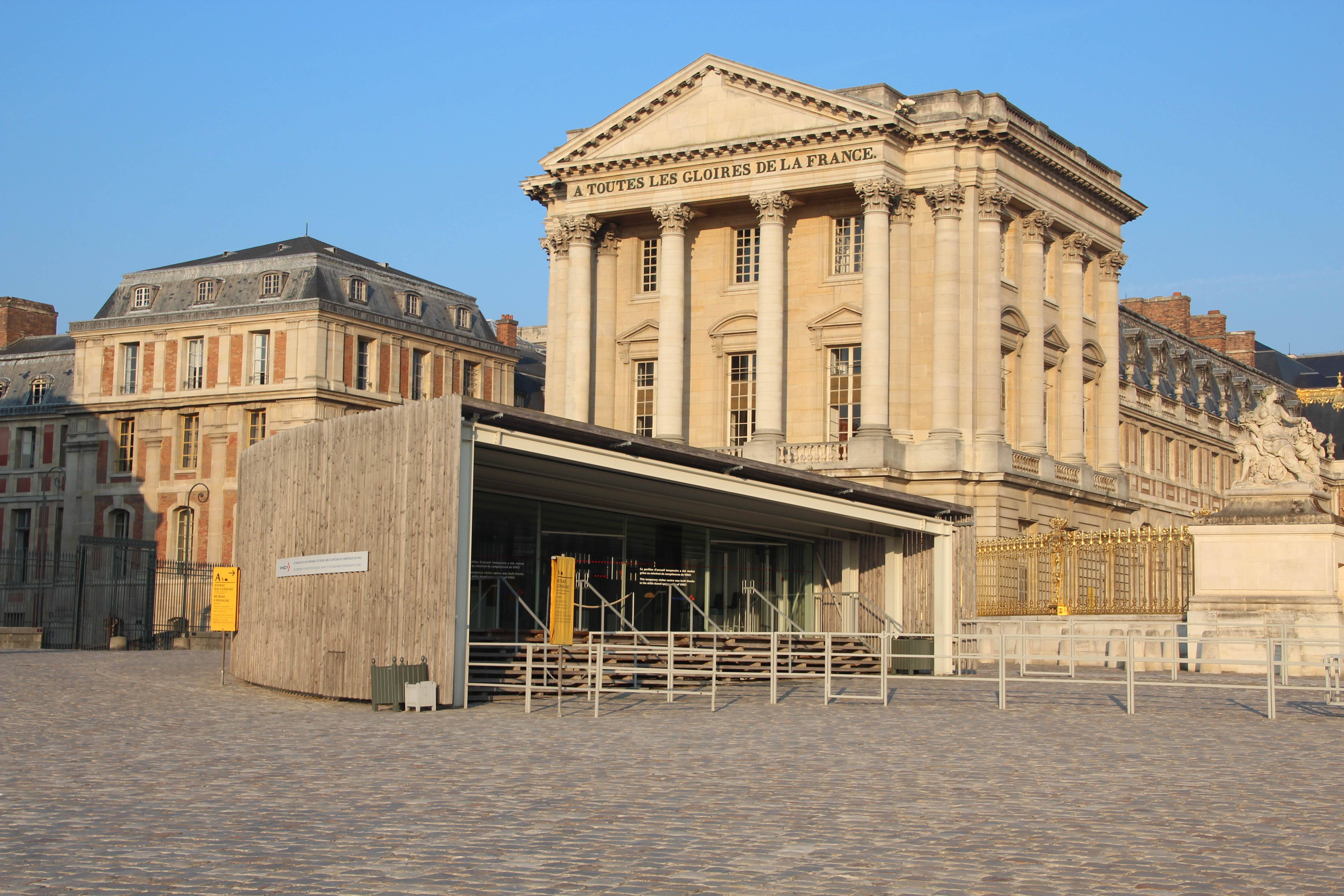
La structure d'accueil provisoire en bois et verre devant le pavillon Dufour, installée de 2008 à 2015.

Dans la lignée du « Grand Louvre », débute en 2003 le projet du « Grand Versailles », série de modernisations et de restaurations du château, de ses parcs, dépendances et du Petit Trianon, financés par l'État et le mécénat d'entreprise. Menée en deux phases, cette succession de travaux s'achève en 2017 et apporte au château des décors extérieurs et intérieurs restaurés, la réfection des toitures et menuiseries, un nouveau système de chauffage et autres modernisations techniques, la réhabilitation du Grand Commun. Pour adapter le château au tourisme de masse, l'accès des visiteurs est simplifié, avec la fermeture de la cour royale par la construction d'une « grille royale » (déplaçant la statue équestre de Louis XIV du XIXe siècle) et la mise en place de deux entrées uniques — le pavillon Dufour pour l'accueil des visiteurs individuels, l'aile Gabriel pour les groupes —, alors qu'il y avait auparavant six entrées possibles. Le projet « Grand Versailles numérique » permet également le développement des premiers outils numériques culturels français, avec l'élaboration d'outils numériques enrichissant la visite du château et du domaine ou permettant de les visiter virtuellement,.
La réalisation majeure du « Grand Versailles » est la transformation du pavillon Dufour et sa « Vieille aile » pour accueillir les visiteurs,. Jusqu'alors, ils abritaient plusieurs services du château (conservation, communication, présidence...) qui ont déménagé en 2014 dans le Grand Commun,. Le pavillon et l'aile sont entièrement modifiés par l'architecte Dominique Perrault, désigné par concours,. Si l'administration du château prétend que l'aile et son pavillon « comportent très peu d'éléments historiques », l'aménagement détruit en réalité un escalier datant de la construction du pavillon (XIXe siècle), les pièces du rez-de-chaussée de la « Vieille aile » de Mansart (l'antichambre, la salle de Conseil, la salle des Ambassadeurs, la salle du Grand maître de la Maison du Roi) et l'entresol, ainsi que les salles du 1er étage du pavillon (dont le Salon central datant de la Restauration). Dans le pavillon Dufour et la « Vieille aile » décloisonnés, Perrault aménage au rez-de-chaussée un espace d'accueil (portiques, consigne, audioguide), au 1er étage un restaurant nommé Ore affecté à Alain Ducasse, au 2d étage un auditorium sous les toits, au sous-sol des boutiques et commodités dans d'anciens réservoirs, et creuse un escalier pour la sortie des visiteurs dans la cour des Princes. Pour le restaurant, il supprime la différence de niveau entre l'étage du pavillon et de l'aile, de deux époques différentes, en rehaussant le plancher du pavillon d'un mètre. La décoration de l'accueil est critiquée pour son apparence trop moderne et clinquante, semblable aux hôtels de luxe de pays du Golfe. La nouvelle configuration est ouverte en février 2016 et inaugurée au mois de juin par le président de la République.
À partir de 2008, le domaine de Versailles accueille chaque année une exposition d'art contemporain, dans les jardins, cours ou à l'intérieur du château.
Les onze salles au rez-de-chaussée de l'aile du Nord — d'anciens appartements des princes du sang, dont il ne subsiste aucune décoration — sont remaniées pour en faire la « galerie de l'Histoire du Château », racontant la construction et l'évolution du domaine de Versailles, à travers des maquettes, des films et des tableaux. Cette présentation, ouverte en 2009, permet d'initier les visiteurs à l'histoire et la topographie complexe du château de Versailles, avant d'entrer dans les Grands Appartements.

## Château actuel
Le château de Versailles témoigne de l'art français aux XVIIe et XVIIIe siècles. Pour cela, le château ainsi que le domaine font l'objet de plusieurs protections au titre des monuments historiques. Après une première mention sur la liste des monuments historiques de 1862, un arrêté détaillé est pris le 31 octobre 1906. Il concerne le palais et ses dépendances, le petit parc et ses dépendances, le Grand et le Petit Trianon avec leurs parcs respectifs et dépendances (dont la ferme de Gally), ainsi que le grand parc. Un périmètre de protection étendu, en lieu et place des 500 mètres habituellement créés autour des monuments historiques est créé par décret du 15 octobre 1964. Il concerne une zone de cinq kilomètres de rayon autour de la Chambre du Roi et d'un quadrilatère dans le prolongement du grand canal, de six kilomètres de long et de 2 à 3,5 kilomètres de large suivant les endroits. L'ensemble du domaine est inscrit depuis 1979 sur la liste du patrimoine mondial établie par l'UNESCO.
En septembre 2016, la presse évoque l'hypothèse selon laquelle 4 lots de mobilier présents dans le château sont des faux,. Ces copies avait été acquises entre 2008 et 2012 pour 2,7 millions d'euros.

### Organisation générale
Le château proprement dit s'organise autour de trois cours ouvertes ; il intègre un corps central en forme de U reliant deux ailes au Nord (dite aile du Nord) et au Sud (dite aile du Midi).

#### Place d'Armes et cours ouvertes

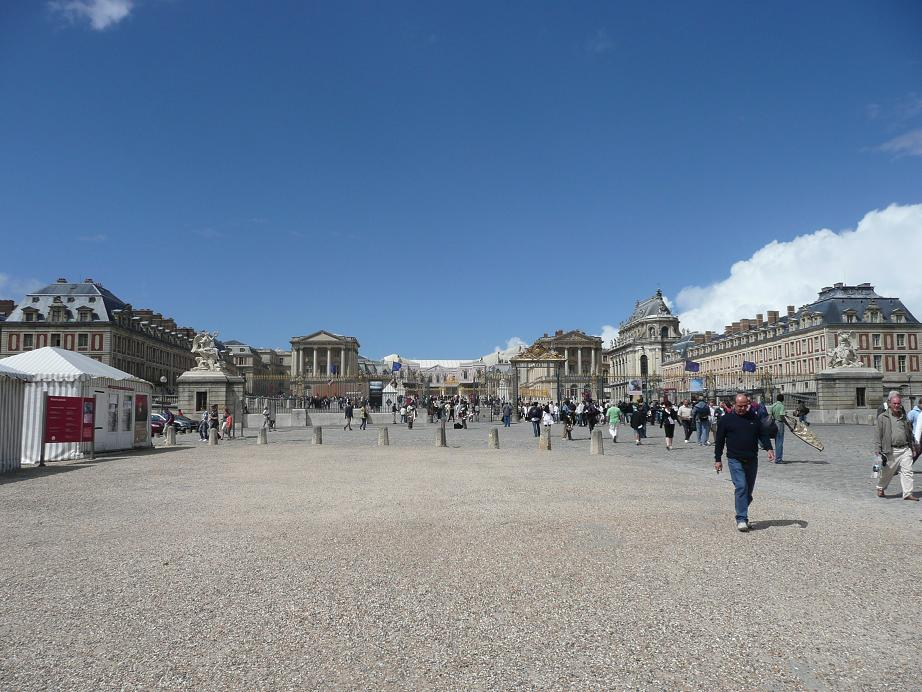
Trois cours ouvertes imbriquées, vues depuis la place d'Armes.

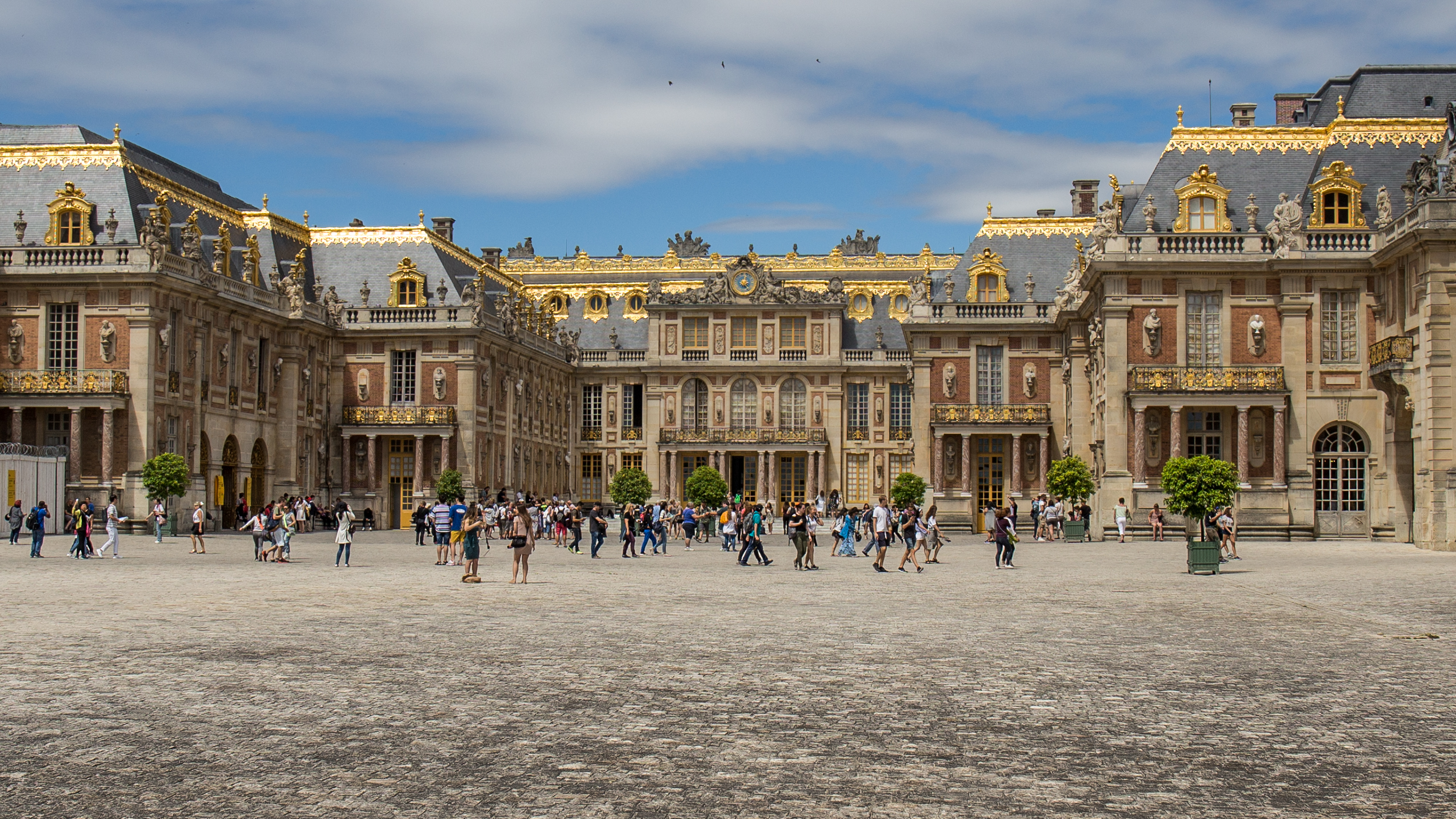
Cour royale.

Le château est situé à l'ouest de la ville de Versailles, au sommet de la butte Montbauron. Il vient couronner une succession de quatre cours successives se surplombant les unes aux autres.
Chacun de ces degrés, de plus en plus prestigieux et à l'espace resserré, créent une progression qui se veut impressionnante vers le cœur du pouvoir symbolisé par la chambre royale au milieu du corps central du château :
- La place d'Armes : cette esplanade a été aménagée à partir de 1660 et est sise à la convergence des avenues de Saint-Cloud au nord-ouest, de Paris à l'est et de Sceaux au sud-est. Comme son nom l'indique, c'était une place de parade et de revue militaire. Elle est encadrée à l'est par les Grandes et Petites Écuries. Depuis 2009, elle accueille la statue équestre de Louis XIV, auparavant placée dans la cour d'honneur.
- La cour d'Honneur : séparée de la place d'Armes par la grille d'honneur (bleu et or), la cour d'Honneur constitue l'entrée principale du château ; elle dessert les ailes des Ministres au nord et au sud et la cour royale à l'ouest.
- La cour royale : fermée à l'est par la grille d'honneur plaquée d'or (détruite en 1792 et restituée en 2009), elle dessert l'aile du roi au nord (par l'escalier des Ambassadeurs aujourd'hui disparu) et l'aile de la reine au sud (par l'escalier de la reine) ainsi que la cour de Marbre à l'ouest.
- La cour de Marbre : Surélevée de cinq marches, elle est pavée de marbre noir et blanc et constitue la cour de ce qui était le château vieux. Réservée à l'usage exclusif du roi, y accéder et y être admis constituait alors un privilège.

#### Cours intérieures
Chaque aile Nord et Sud comprend deux cours intérieures permettant la desserte des appartements privés :
- Petite Cour du Roi (Nord-Est) ;
- Cour des Cerfs (Nord-Ouest) ;
- Cour du Dauphin (Sud-Ouest) ;
- Cour de la Reine (Sud-Est).

#### Corps central

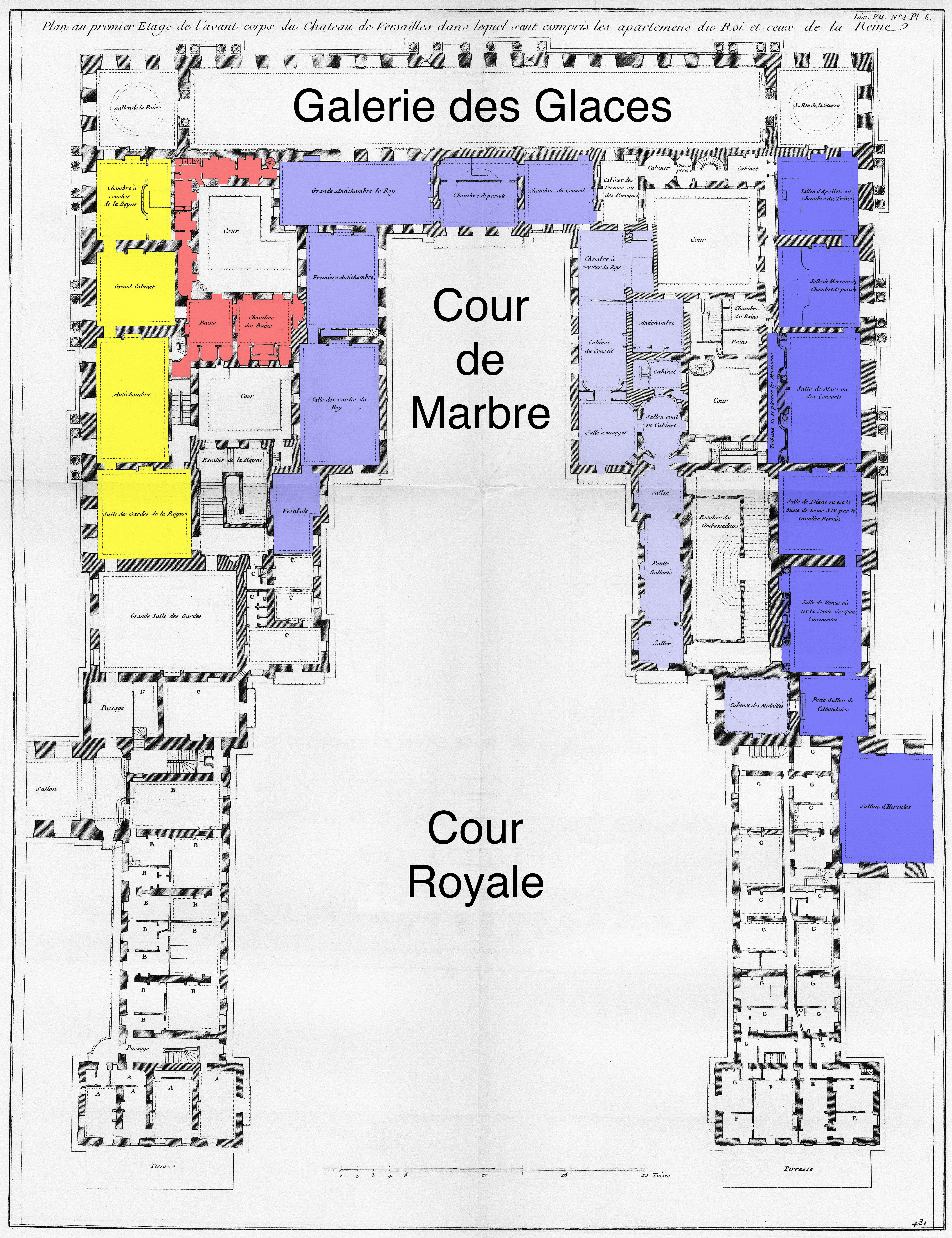
Plan du 1er étage du corps central en 1756.
Grand Appartement de la Reine (jaune) - cabinets intérieurs de la Reine (rouge) - Appartement du Roi (bleu) - Petit Appartement du Roi (bleu clair) - Grand Appartement du Roi (bleu foncé).

Le corps central est en fait constitué de deux parties : le Château Vieux côté est et le Château Neuf, qui vient le chemiser et l'agrandir du Nord Ouest eu Sud-Ouest.

##### Château Vieux
On peut aujourd'hui observer sa façade de briques rouges encadrant la cour de Marbre. Il se présente sous la forme d'un rez-de-chaussée surmonté de deux étages et intègre à l'intérieur :
- les petits appartements privés du Roi au Nord ;
- le cabinet du Conseil ;
- la chambre Royale ;
- le salon de l'Œil de Bœuf ;
- la grande Antichambre ;
- la salle des Gardes au Sud.

##### Château Neuf
Le Château Neuf vient chemiser le château vieux et double sa largeur sur le corps central. Il lui adjoint deux ailes une au Nord et l'autre au Sud. On le reconnait pas sa façade de pierre blonde. Il se présente sous la forme d'un rez-de-chaussée surmonté d'un étage de grande hauteur et d'une attique.

##### Rez-de-chaussée
Le rez-de-chaussée abrite des appartements princiers réservés à la famille royale au XVIIIe siècle, avec du nord au sud :
- en dessous du Grand Appartement du Roi, l'appartement de Madame Adélaïde et l'appartement de Madame Victoire, ou appartements de Mesdames ;
- l'appartement du Capitaine des gardes, donnant sur la cour de Marbre ;
- au centre, le petit appartement de la Reine, donnant sur la cour de Marbre. Au milieu de cet appartement, le vestibule de Marbre et, en dessous du milieu de la galerie des Glaces, la galerie basse conservent les originaux de plusieurs statues de grands sculpteurs, dont Girardon et Le Hongre, commandées en 1674 pour orner le jardin où elles ont été remplacées par des copies autour de 2010 ;
- l'appartement du Dauphin ;

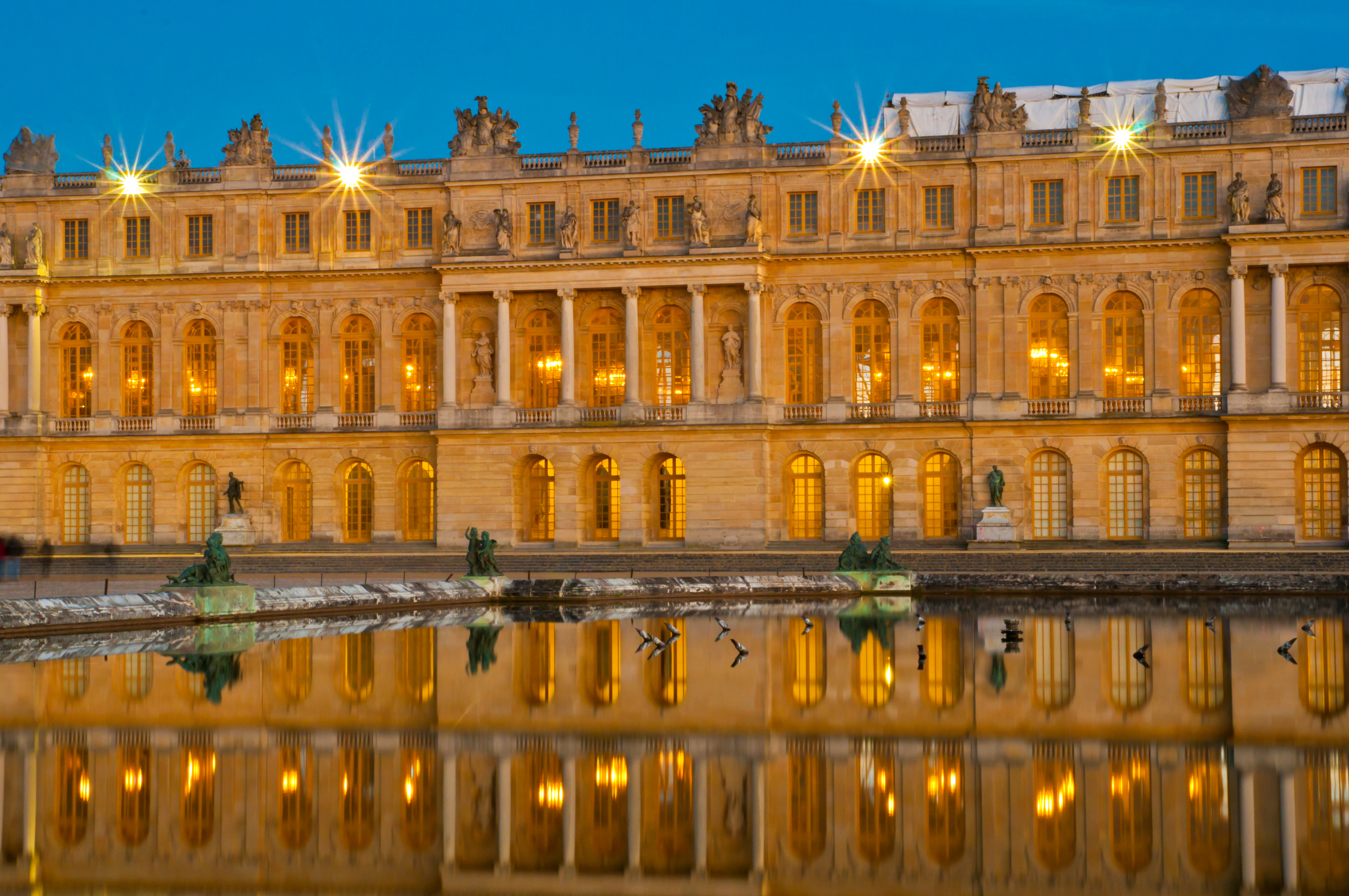
Corps central de nuit.

- en dessous du Grand Appartement de la Reine, l'appartement de la Dauphine.

##### Premier étage

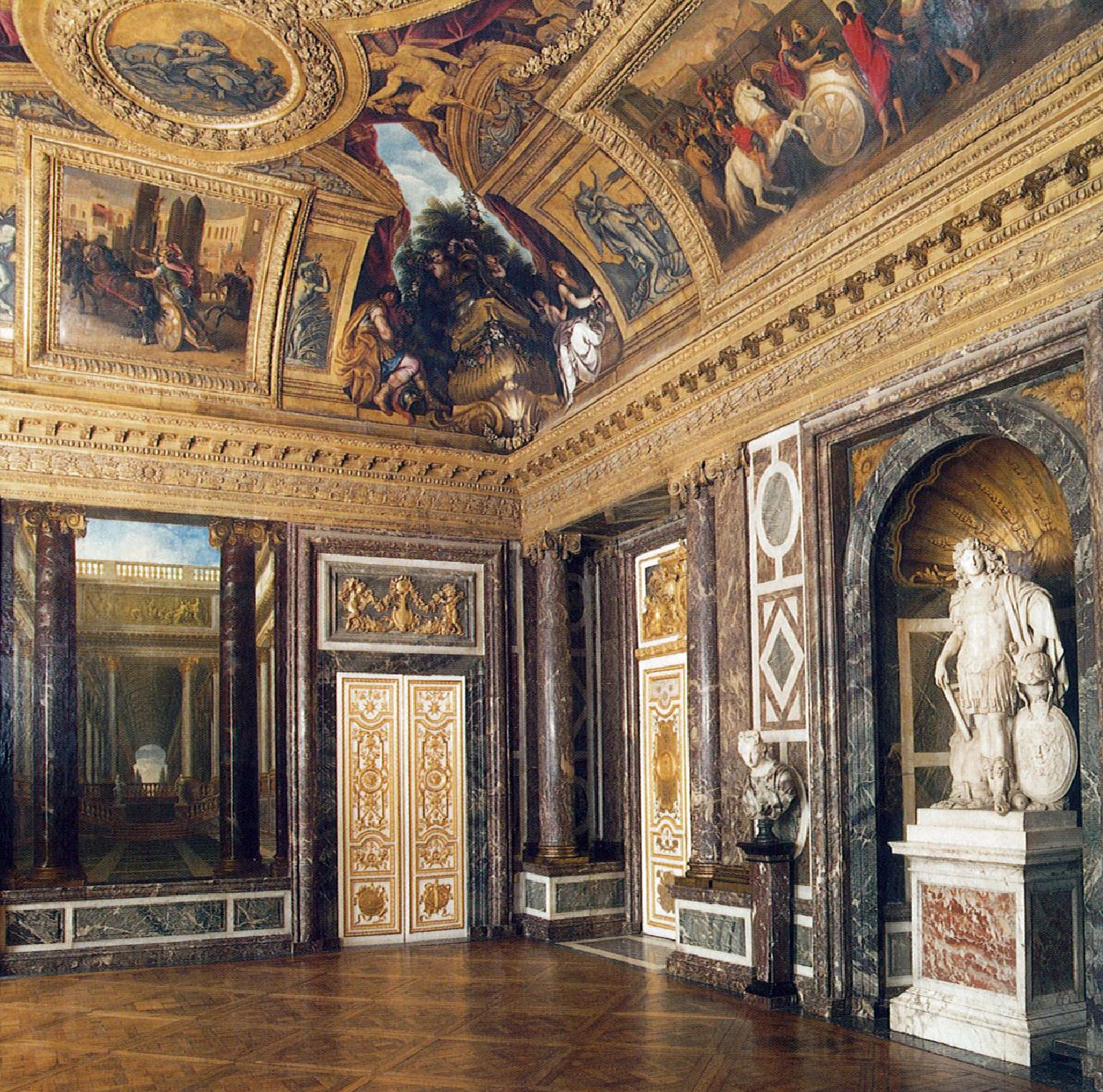
Le Salon de Vénus dans le Grand Appartement du Roi.

Au premier étage, le corps central comprend le Grand Appartement du Roi au nord, la galerie des Glaces à l'ouest côté jardin et le Grand Appartement de la Reine au sud :
- du côté nord, le Grand Appartement du Roi est relié à l'aile du Nord par le salon d'Hercule et comprend une enfilade de salles portant des noms d'allégorie (Abondance) ou de dieux grecs (Vénus, Diane, Mars, Mercure, Apollon), aboutissant au salon de la Guerre qui donne sur le jardin. Dans la même partie du bâtiment, l'appartement intérieur du Roi regroupe des pièces encadrant la petite cour du Roi ou donnant sur la cour de Marbre et la cour Royale. Le petit appartement du Roi contient quelques pièces et passages situés entre le Grand Appartement et la cour des Cerfs ;
- au milieu du corps central, face au jardin, la galerie des Glaces relie le salon de la Guerre au Grand Appartement de la Reine. Elle jouxte l'appartement particulier du Roi qui donne sur la cour de Marbre et comprend en particulier la Chambre du Roi, le salon de l'Œil-de-bœuf et le cabinet du Conseil. L'appartement de madame Du Barry est situé au-dessus du Petit Appartement du Roi ;
- du côté sud, le Grand Appartement de la Reine, symétrique à celui du Roi, occupe la partie sud du corps central et comprend une enfilade de pièces : salon de la Paix, chambre de la Reine, Grand Cabinet ou salon des Nobles, antichambre du Grand Couvert, salle des Gardes. Les cabinets intérieurs de la Reine occupent plusieurs côtés de la cour du Dauphin et l'appartement de madame de Maintenon regroupe quelques pièces donnant sur la cour Royale.

##### Deuxième étage et attique
Le petit appartement du roi et les cabinets intérieurs de la Reine se poursuivent au deuxième étage.
L'appartement de madame du Barry et l'appartement du marquis de Maurepas sont situés au-dessus de l'appartement intérieur du roi.
Celui de la marquise de Pompadour surplombe en attique le Grand Appartement du Roi.

#### Aile du Midi
- Galerie des Batailles
- Salle du Congrès
- Galerie de Pierre haute Sud
- Galerie de Pierre basse Sud
- Hôtel du Grand Contrôle (dans le prolongement de l'aile du midi)

#### Aile du Nord

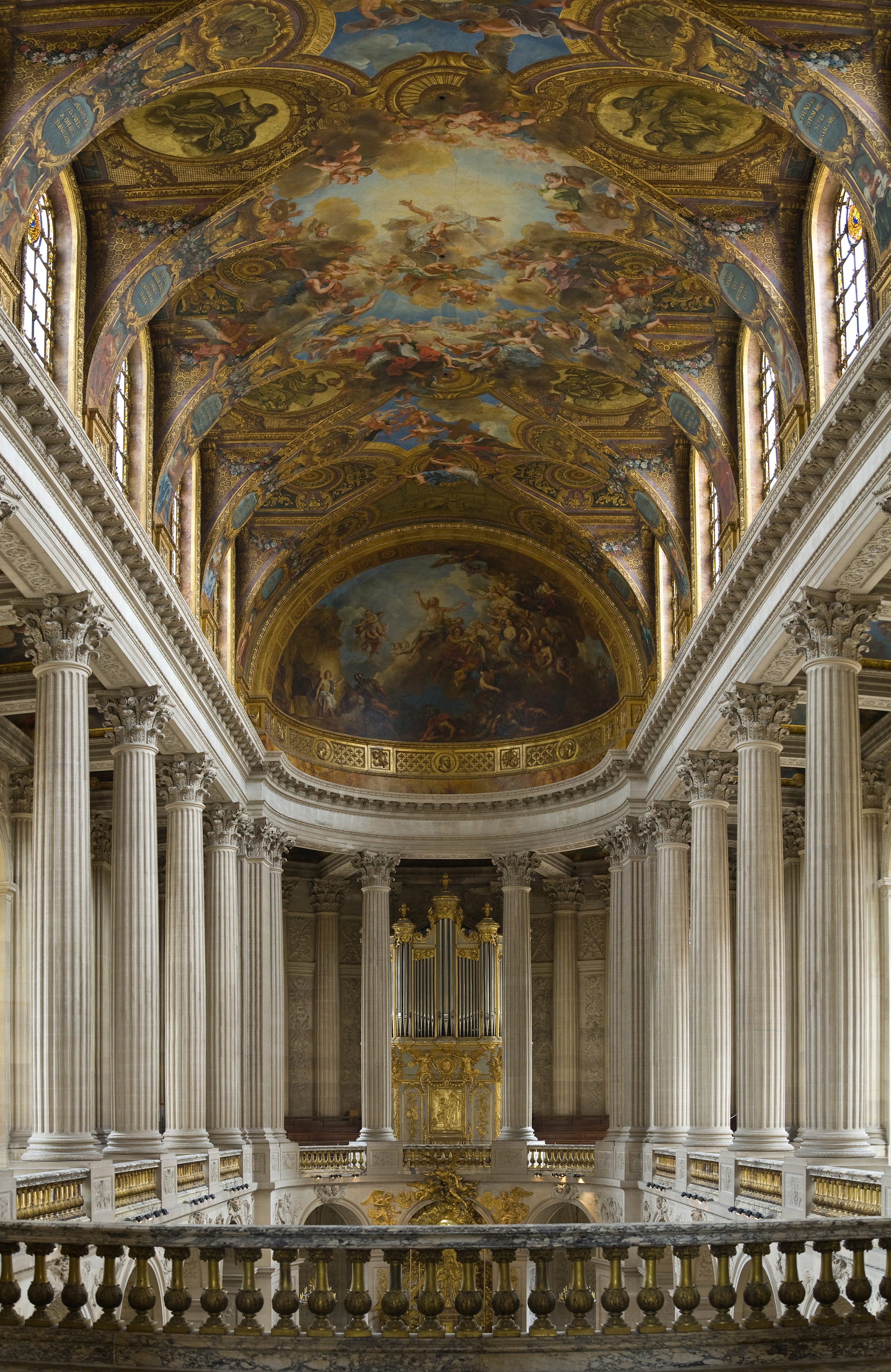
La chapelle royale.

- Chapelle du château de Versailles, côté sud
- Opéra royal du château de Versailles, côté nord
- Salles du XVIIe siècle
- Salles du XIXe siècle
- Salles des Croisades
- Galerie de Pierre haute Nord
- Galerie de Pierre basse Nord

### Dépendances
- Petite Écurie
- Grande Écurie
- Grand Commun
- Ailes des Ministres

### Jardin
Au pied du château, se trouvent les parterres d'Eau, du Nord et du Midi sous lequel se trouve l'orangerie.
Dans l'axe de la grande perspective qui part du parterre d'Eau, se trouvent le parterre de Latone et le Tapis vert qui ouvrent sur le Grand Canal.
Les bosquets principaux sont : le bosquet des Bains d'Apollon, le bosquet de la Colonnade, le bosquet des Dômes et celui des Rocailles.
Les jardins accueillent les grandes eaux musicales et nocturnes organisées par Château de Versailles Spectacles, d'avril à octobre.

### Parc
- La pièce d'eau des Suisses,
- Le Grand Canal,
- Les Trianons.

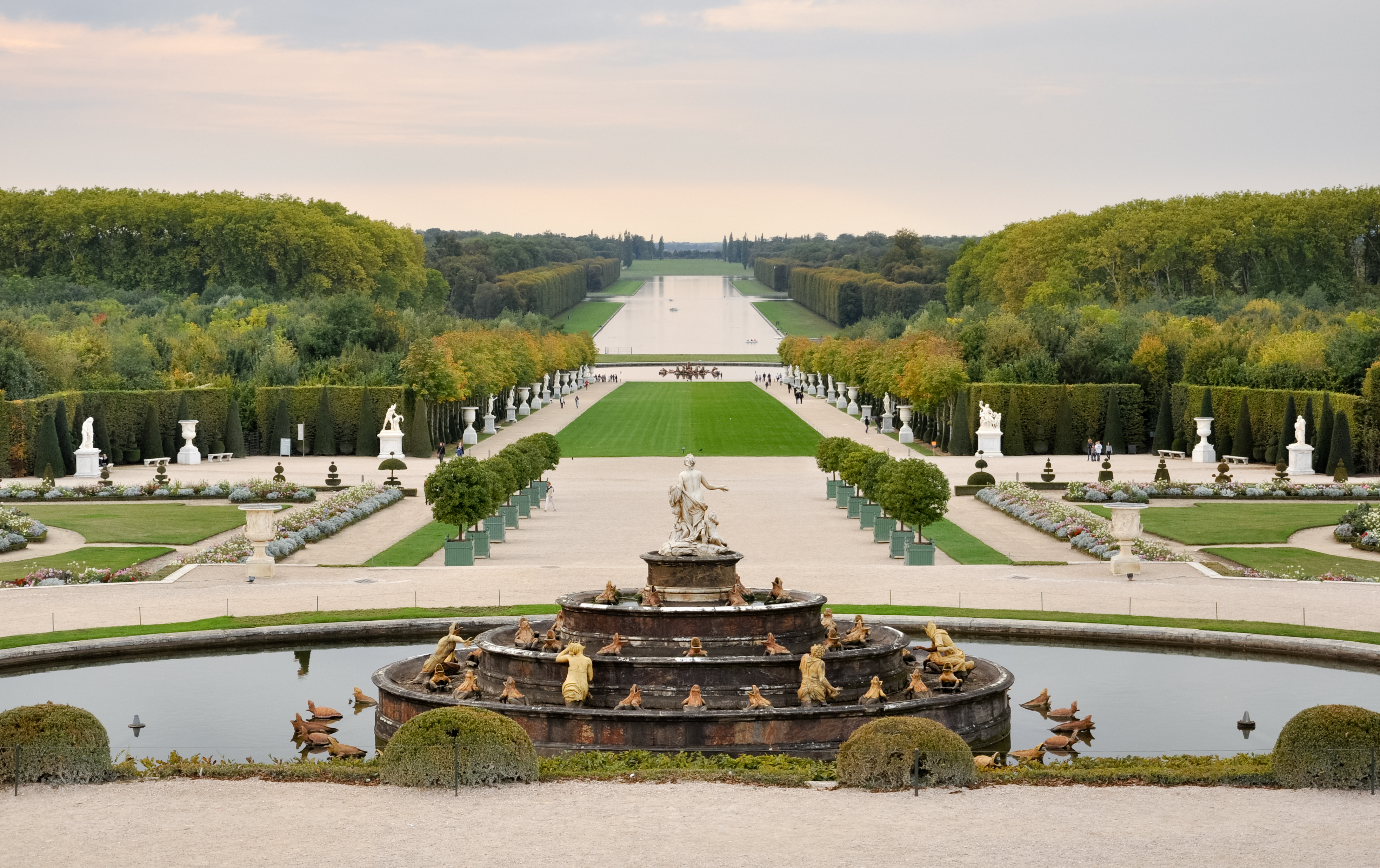
Vue du parc de Versailles depuis le Parterre d'eau.

Six structures subsidiaires sont situées aux alentours du château de Versailles comptent dans l'histoire et dans l'évolution du château : la Ménagerie, le Trianon de porcelaine, le Grand Trianon — dit également Trianon de Marbre, le Petit Trianon, le hameau de la Reine et le pavillon de la Lanterne.

## Visiteurs et fréquentation
Le château de Versailles compte sur le mécénat et les revenus du tourisme pour se financer, grâce à ses millions de visiteurs annuels, dont le nombre a triplé en trois décennies. Le site est au cœur des réflexions sur la gestion du surtourisme. Il fait partie des monuments les plus visités au monde.
- 3 924 786 (2003)
- 4 329 611 (2004)
- 4 480 081 (2005)
- 4 741 758 (2006)
- 5 326 317 (2007)[156]
- 6 725 000 (2009)
- 7 396 929 (2010)[157]
- 7 721 244 (2011)

|                                                    | 2019  | 2018  | 2017  | 2016 | 2015 | 2014 | 2013 | 2012 | 2011 | 2010 | 2009 |
| -------------------------------------------------- | ----- | ----- | ----- | ---- | ---- | ---- | ---- | ---- | ---- | ---- | ---- |
| Château                                            | 4,6   | 4,5   | 4,3   | 4    | 4,4  | 4,6  | 4,5  | 4,4  | 4    | 3,8  | 3,5  |
| Galerie des carrosses                              | 0,186 | 0,171 | 0,154 | NC   | NC   | NC   | NC   | NC   | NC   | NC   | NC   |
| Châteaux de Trianon et Domaine de Marie-Antoinette | 1,4   | 1,5   | 1,5   | 1,3  | 1,5  | 1,6  | 1,5  | 1,4  | 1,3  | 1,1  | 1,3  |
| Spectacles                                         | 2     | 1,9   | 1,7   | 1,4  | 1,6  | 1,5  | 1,5  | 1,5  | 1,5  | 1,1  | 0,8  |
| Total                                              | 8,2   | 8,1   | 7,7   | 6,7  | 7,4  | 7,7  | 7,5  | 7,3  | 6,7  | 6    | 5,7  |

|              | 2019 | 2018 | 2017 | 2016 | 2015 | 2014 | 2013 |
| ------------ | ---- | ---- | ---- | ---- | ---- | ---- | ---- |
| France       | 19 % | 21 % | 21 % | 21 % | 19 % | 20 % | 21 % |
| États-Unis   | 16 % | 15 % | 15 % | 14 % | 14 % | 13 % | 15 % |
| Chine        | 13 % | 10 % | 12 % | 13 % | 13 % | 9 %  | 6 %  |
| Italie       | 4 %  | 5 %  | 3 %  | 3 %  | 5 %  | 5 %  | 4 %  |
| Japon        | 4 %  | 4 %  | 3 %  | 2 %  | 4 %  | NC   | NC   |
| Allemagne    | 4 %  | 5 %  | 3 %  | 3 %  | 5 %  | 5 %  | 4 %  |
| Brésil       | 4 %  | 4 %  | 4 %  | 3 %  | 4 %  | 4 %  | 5 %  |
| Corée du Sud | 4 %  | 3 %  | 4 %  | 4 %  | 5 %  | NC   | NC   |
| Espagne      | 3 %  | 3 %  | 2 %  | 3 %  | 3 %  | 3 %  | 3 %  |
| Royaume-Uni  | 3 %  | 3 %  | 3 %  | NC   | NC   | NC   | NC   |
| Canada       | 3 %  | 3 %  | 3 %  | 3 %  | 3 %  | 3 %  | 4 %  |
| Russie       | 2 %  | NC   | NC   | NC   | NC   | NC   | NC   |
| Australie    | 2 %  | 2 %  | 2 %  | NC   | NC   | NC   | NC   |
| Mexique      | 2 %  | 2 %  | 2 %  | NC   | NC   | NC   | NC   |
| Argentine    | NC   | 2 %  | 3 %  | NC   | NC   | NC   | NC   |
| Autres pays  | 17 % | 19 % | 19 % | 20 % | 26 % | 29 % | 34 % |

## Versailles et les arts

### Dans l'architecture européenne
Le château a été une source d'inspiration pour un certain nombre d'autres palais européens construits entre la fin du XVIIe siècle et le XIXe siècle, parmi lesquels le château de Schönbrunn à Vienne et le château de Herrenchiemsee en Bavière, copie quasi conforme de Versailles.

### Dans la littérature
Compte tenu de sa place dans l'histoire de France, le château a également marqué la littérature française : par exemple, avec L'Allée du Roi de Françoise Chandernagor, la série des Angélique de Anne et Serge Golon. L'intrigue des romans d'Annie Jay s'y déroule au temps de Louis XIV.

### Au cinéma et à la télévision
Le domaine est le cadre de nombreux films, et ce dès le début du XXe siècle. Certains films ont marqué le château.
En 1954, Sacha Guitry réalise Si Versailles m'était conté..., qui retrace l'histoire du château de Versailles au travers de quelques épisodes et portraits des personnalités qui y ont vécu.
En 1978, Paul Barba Negra réalise un film documentaire pour FR3, Versailles : Le Palais temple du Roi Soleil
En 2006, Sofia Coppola réalise Marie-Antoinette, qui reçoit l'Oscar des meilleurs costumes.
En 2007, la série britannique Doctor Who sort un épisode intitulé La Cheminée des temps dans lequel l'histoire se déroule au château de Versailles et où Madame de Pompadour apparaît.
En 2012, Benoît Jacquot réalise Les Adieux à la reine tiré du livre éponyme de Chantal Thomas.
En 2014, Alan Rickman réalise Les Jardins du roi, qui met en scène la construction des jardins de Versailles.
En 2015, Canal+ sort la série franco-canadienne de fiction historique Versailles, qui met en scène les premières années au trône de Louis XIV ainsi que ses relations au sein de la cour.
Le film fantastique The King's Daughter de Sean McNamara, prévu pour 2018, y a été tourné.

### Bande dessinée et manga
Le château fut représenté en 1979 dans la série animée Lady Oscar, créée d'après le manga shōjo de Riyoko Ikeda La Rose de Versailles paru en 1972.

### Jeux et jeux vidéo
- Castlevania: The New Generation sur Megadrive : le cinquième niveau du jeu se déroule au château de Versailles.
- Versailles 1685 : Complot à la Cour du Roi-Soleil sur CD-Rom, coproduit avec la Réunion des musées nationaux et Cryo Interactive en 1996, ainsi que sa suite, Versailles II : Le Testament.
- Assassin's Creed: Unity : plusieurs séquences de mémoires d'Arno Dorian (en) se situent dans le château de Versailles, pendant la Révolution française.
- Paris 1919 : à vous de gagner la paix !, jeu de société pédagogique créé par Louis-Gilles Pairault et Stéfan Crisan, permettant de rejouer le traité de Versailles de 1919, éditions Astéroid-games, 2019[167].

### Dans la mode
Le 26 juin 2023, le créateur Simon Porte Jacquemus présentait sa collection automne-hiver 2023-2024 depuis le Grand Canal de Versailles. Les invités à ce défilé, intitulé Le Chouchou, ont assisté au show en étant assis à bord des barques,,.